# Burkina Faso
Burkina Faso je vnitrozemský stát ležící v Západní Africe, sousedící na severozápadě s Mali, na severovýchodě s Nigerem, na jihovýchodě s Beninem, na jihu s Togem a Ghanou a na jihozápadě s Pobřežím slonoviny. Rozloha země je 274 223 km². V roce 2024 měla země odhadovanou populaci přibližně 23 286 000 obyvatel. Mezi lety 1958 a 1984 se země nazývala Republika Horní Volta, na název Burkina Faso, který znamená v překladu republika Země spravedlivých byla přejmenována bývalým prezidentem Thomasem Sankarou. Obyvatelé Burkiny se označují jako Burkinabè. Hlavním a zároveň největším městem je Ouagadougou. 
Nejpočetnější etnickou skupinou v Burkina Faso jsou Mossiové, kteří oblast osídlili v 11. až 13. století a založili mocná království jako Ouagadougou, Tenkodogo a Yatenga. V roce 1896 se země stala francouzskou kolonií v rámci Francouzské západní Afriky; v roce 1958 získala Horní Volta status samosprávného území ve Francouzském společenství. Roku 1960 získala plnou nezávislost, prvním prezidentem se stal Maurice Yaméogo. Od získání nezávislosti země čelí nestabilitě, suchu, hladomorům a korupci, došlo zde také k řadě státních převratů — v letech 1966, 1980, 1982, 1983, 1987 a dvakrát v roce 2022 (v lednu a září). Neúspěšné pokusy o převrat se odehrály v letech 1989, 2015 a 2023. Od poloviny 10. let 21. století je Burkina Faso vážně postižena nárůstem povstalecké činnosti v oblasti Sahelu. V zemi a na jejích hranicích s Mali a Nigerem působí několik islamistických organizací, z nichž některé jsou napojené na Islámský stát nebo al-Káidu. Více než milion obyvatel z celkových 23 milionů se považuje za vnitřně vysídlené osoby. 
Burkina Faso je jednou z nejméně rozvinutých zemí světa s HDP ve výši 16,226 miliardy USD v roce 2022, v roce 2021 se v žebříčku indexu lidského rozvoje umístila na 184. místě ze 191 hodnocených.. Přibližně 63,8 % obyvatelstva vyznává islám, zatímco 26,3 % se hlásí ke křesťanství. Čtyřmi oficiálními jazyky země jsou mossijština, bisajština, dyula a fulbština, přičemž první z nich používá více než polovina obyvatel. Vláda Burkina Faso zároveň oficiálně uznává na 60 domorodých jazyků. Dřívějším úředním a obchodním jazykem byla francouzština, v lednu 2024 byl ovšem její status změněn na „pracovní jazyk“ spolu s angličtinou při ratifikaci ústavní novely.
Území země se vyznačuje biologickou rozmanitostí a obsahuje značné zásoby zlata, manganu, mědi a vápence. Země je řízena jako poloprezidentská republika s výkonnou, zákonodárnou a soudní mocí. Je členem OSN, La Francophonie a Organizace islámské spolupráce. 18. ledna 2024 oznámila Burkina Faso svůj odchod z ECOWASu a Africké unie.

## Název
Země, dříve známá jako Horní Volta, byla na Burkinu Faso přejmenována 4. srpna 1984 tehdejším prezidentem Thomasem Sankarou. Slova „Burkina“ a „Faso“ pocházejí z různých jazyků používaných v zemi: „Burkina“ je z mossijštiny a znamená „čestný“ nebo „neúplatný“, což odkazuje na hrdost obyvatel na svou poctivost, „Faso“ pochází z jazyka dyula a znamená „vlast“ (doslovně „otcův dům“). Přípona „-bé“, která se přidává ke slovu Burkina k utvoření označení obyvatel „Burkinabé“, pochází z fulbštiny a znamená „ženy nebo muži“. Podle The World Factbook americké Ústřední zpravodajské služby (CIA) lze název přeložit jako „Země čestných (neúplatných) lidí“.
Francouzská kolonie Horní Volta nesla své jméno podle polohy na horních tocích řeky Volty (Černé, Červené a Bílé Volty).

## Dějiny

### Rané dějiny
Severozápadní část dnešní Burkiny Faso byla už v období od 14 000 př. n. l. do 5 000 př. n. l. osídlena lovci a sběrači. Jejich nástroje, včetně škrabadel, dlát a hrotů šípů, byly objeveny při archeologických vykopávkách v roce 1973. Mezi lety 3600 a 2600 př. n. l. zde vznikala první sídla zaměřená na zemědělství. Burská kultura byla civilizací doby železné, soustředěnou v jihozápadní části dnešního Nigeru a jihovýchodním Burkině Faso. Železářství, zahrnující tavbu a kování železa pro výrobu nástrojů a zbraní, se v subsaharské Africe rozvinulo do roku 1200 př. n. l, nejstarší doklady tavby železa nalezené na území Burkiny Faso pocházejí z období 800 až 700 př. n. l. a jsou součástí památky světového dědictví UNESCO „Starověká metalurgie železa“.

### Příchod etnik
Různé etnické skupiny, které dnes žijí v Burkině Faso – jako Mossiové, Fulbové a Dioula – přicházely ve vlnách mezi 8. a 15. stoletím. Etnikum Samoů dorazilo do země přibližně v 15. století. Dogoni žili v severních a severozápadních oblastech Burkiny Faso až do 15. nebo 16. století, přičemž v tomto období do oblasti přicházely i další etnické skupiny tvořící dnešní obyvatelstvo země.
Během středověku, přibližně od 11. století, vytvořili Mossiové několik samostatných království jako Tenkodogo, Yatenga, Zandoma a Ouagadougou. Jízdní jednotky Mossijských království byly proslulé svými výpady hluboko na nepřátelská území, a to i proti mocné Malijské říši. Mezi lety 1328 a 1338 uskutečnili mossijští válečníci výpravu do Timbuktu, avšak v roce 1483 byli poraženi Sonni Alim ze Songhajské říše v bitvě u Kobi na území dnešního Mali.
Na počátku 16. století prováděli Songhajové mnohé nájezdy s cílem zotročit obyvatele území dnešní Burkiny Faso. V 18. století pak vznikla říše Gwiriko se střediskem ve městě Bobo-Dioulasso a etnika jako Dyan, Lobi a Birifor se usadila podél Černé Volty.

### Koloniální období
Francie si zajistila kontrolu území až v 90. letech 19. století. Od roku 1896 ustanovila Francie protektorát nad královstvím Wagadugu. Mezi léty 1904–1919 bylo toto území součástí kolonie Horní Senegal-Niger  (v rámci Francouzské Západní Afriky), v letech 1919–1932 fungovala už jako samostatná kolonie Horní Volta. V letech 1932–1947 bylo toto území rozděleno mezi Francouzský Súdán, Pobřeží slonoviny a Niger. Roku 1947 byla dnešní Burkina Faso obnovena v původních hranicích z roku 1919 jako zámořské území Horní Volta.

### Samostatnost

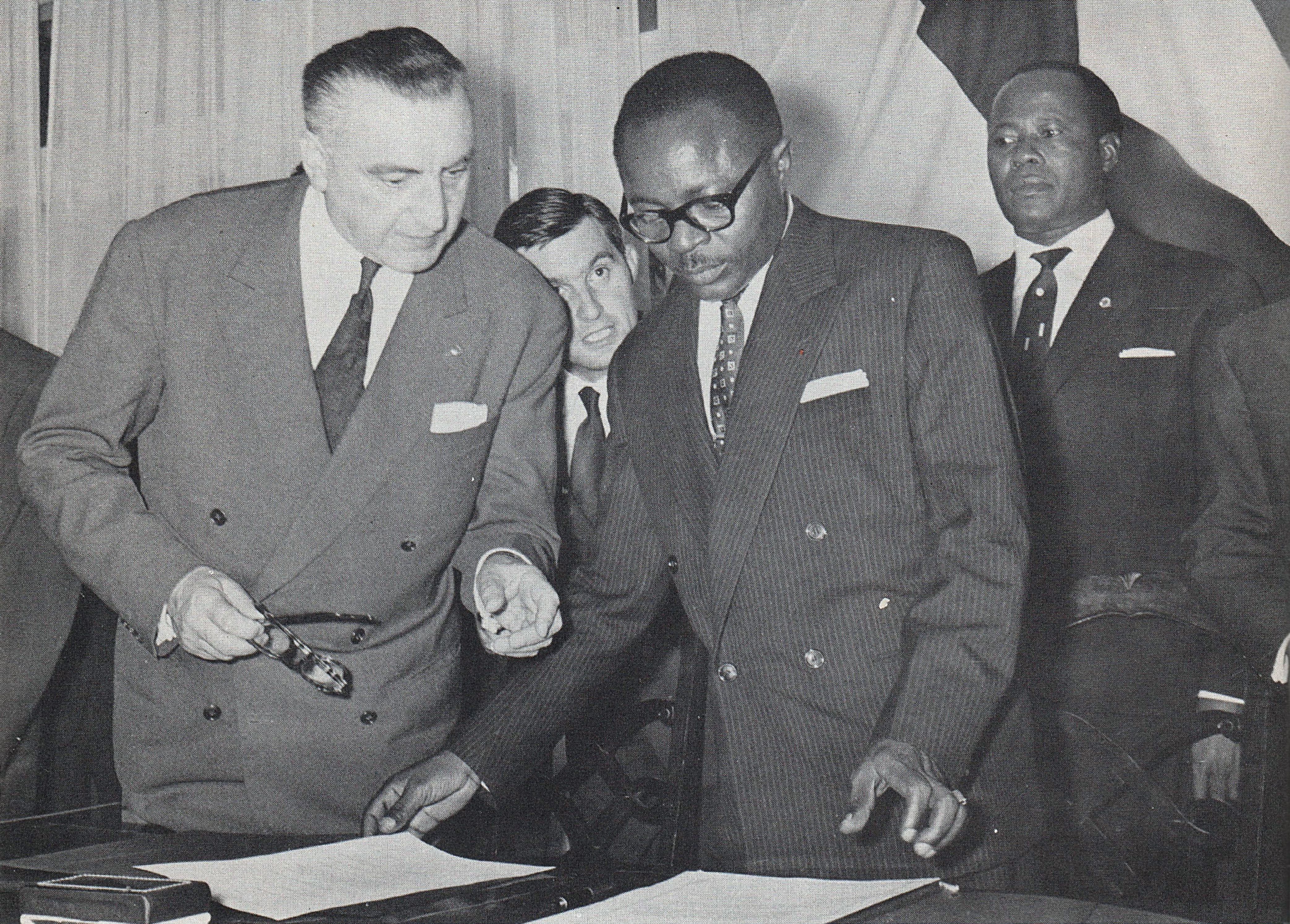
První prezident Horní Volty Maurice Yaméogo si prohlíží dokumenty ohledně ratifikace nezávislosti země v roce 1960

V roce 1958 získala statut autonomní republiky v rámci Francouzského společenství. Dne 5. 8. 1960 byla vyhlášena nezávislost republiky Horní Volta. V lednu 1966 prezident vyhlásil výjimečný stav a byl proveden vojenský převrat. Do začátku 80. let byli v čele státu příslušníci armády. V roce 1983 se dostal k moci kapitán Thomas Sankara a byla ustanovena vojensko-civilní vláda, která hleděla do budoucnosti s optimismem, a proto změnila jméno a symboly země (vlajku, hymnu i ústavu). V rámci této vlády však byl nastolen socialismus a došlo k postupnému zestátňování půdy. Vláda slíbila emancipaci žen a zdvojnásobení pracovních příležitostí. Brzy však zakázala politické strany a rozpustila parlament. Roku 1985 bylo touto vládou změněno koloniální jméno Horní Volta na Burkinu Faso. Další státní převrat následoval roku 1987, když Sankara vyzval k založení jediné socialistické politické strany. To bylo však pro lidovou frontu vedenou kapitánem Blaisem Compaorém příliš. Vojenské komando zavraždilo Sankaru i třináct jeho nejbližších spolupracovníků a připravilo Lidové frontě cestu k moci. O rok později zavedl Compaoré hospodářské reformy podporující soukromý sektor a zahraniční investice. Ve skutečnosti se však změnilo málo.
Během 90. let došlo k velké akumulaci moci v rukou prezidenta. V květnu 1992 se bídou sužovaná země pokusila o první krok k demokracii konáním voleb, jež však kýženou změnu nepřinesly. V roce 1998 se Compaoré opět dostal do čela státu díky drtivému volebnímu vítězství. Vojenský převrat z roku 2003 byl neúspěšný a tak byl Compaoré zvolen do čela Burkiny Faso i po třetí roku 2005. Jeho vláda byla poznamenána diktátorskými prvky, zejména silnou mocí tajné policie, která sloužila k pronásledování a mučení mnoha odpůrců Compaorého režimu. Dle názoru veřejného mínění a některých lidskoprávních organizací byly volby během jeho vlády silně falšovány.

### Současnost
Na konci října 2014 se proti Compaorého snaze dál vést zemi zvedla vlna nepokojů. Poté, co demonstranti zapálili budovu parlamentu, vyhlásil prezident dočasně výjimečný stav. Compaoré demonstrantům nabídl, že povede po dohodě s opozicí přechodnou vládu, a to až do voleb v roce 2015. To ale protestující odmítli, Compaoré tedy podal demisi. Funkci prezidenta přechodně převzal plukovník Isaac Zida, kterého v této funkci podpořila armáda (původně chtěl tuto funkci převzít náčelník generálního štábu Honoré Traoré, ten ale neměl armádní podporu). Demonstranti ale převzetí prezidentského úřadu armádou odmítli.
Krátce po převzetí moci armádou se konala schůzka zástupců armády, opozice, příznivců bývalého prezidenta Compaorého a náboženských a tradičních předáků, kde mělo být dohodnuto složení vlády, která zemi povede do voleb v listopadu 2015. Na schůzce však nedošlo k žádné dohodě. V polovině listopadu se ale nakonec (pod tlakem ze zahraničí) armáda dohodla s opozicí na vzniku přechodné vlády, v níž by post prezidenta a předsedy Přechodné národní rady (Conseil national du transition) měli civilisté, post premiéra by mohl obsadit představitel armády. Po této dohodě byl prezidentem jmenován diplomat Michel Kafando, premiérem se stal dosavadní přechodný prezident Isaac Zida.
Nová vláda se distancovala od předchozího režimu: rozpustila stranu Congrès pour la démocratie et le progrès, spojenou s bývalým prezidentem, slíbila, že prošetří období vlády Blaise Compaorého a bude vyžadovat jeho vydání (po převratu utekl nejdříve do Pobřeží slonoviny, posléze do Maroka). Dne 16. září 2015 prezidentská stráž, podporující bývalého prezidenta Compaorého, zajala prezidenta Kafandoa, premiéra Zidu a několik ministrů. Následujícího dne prohlásila státní instituce za zrušené a vytvořila Národní radu pro demokracii v čele s generálem Gilbertem Diendérém. Zbytek armády se však k puči nepřidal a vyzval pučisty, ať složí zbraně. To se stalo 21. září. Při puči zahynulo 10 lidí a více než 100 bylo raněno.
V zemi od roku 2015 probíhá džihádistické povstání. V dubnu 2023 povstalci ovládali asi 40 % území státu. Stát je jednou z nejchudších zemí na světě. Kromě probíhajícího povstání jsou dalšími vážnými problémy neutěšená sociální situace, negramotnost a vysoká inflace.
V listopadu 2015 se uskutečnily volby, ve kterých byl s 53,5 % zvolen prezidentem Roch Marc Christian Kaboré. V roce 2020 byl znovuzvolen. V lednu 2022 se v zemi uskutečnil další vojenský převrat, vlády se chopil voják Paul-Henri Sandaogo Damiba. Již v září 2022 se uskutečnil další vojenský převrat, ve kterém se vlády chopil 34letý voják Ibrahim Traoré, který se tím stal nejmladší hlavou státu na světě.

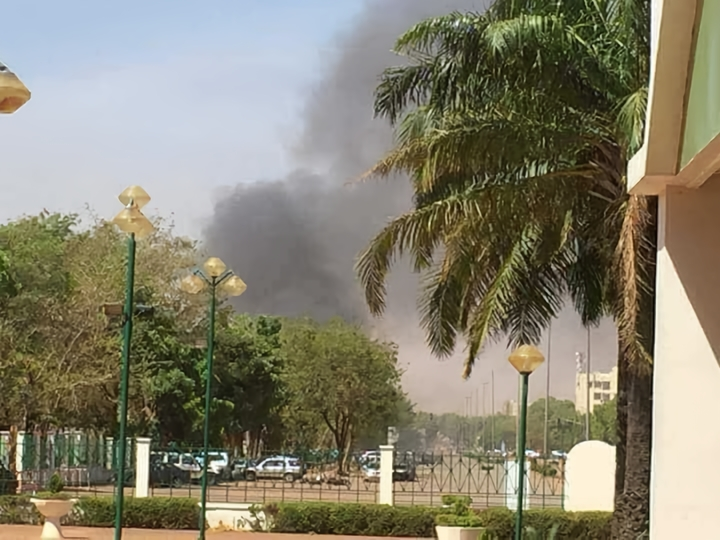
Stoupající kouř od francouzské ambasády v Ouagadougou během útoků na hlavní město v roce 2018

Traoré v roce 2024 s dalšími zeměmi Sahelu založil Alianci sahelských států.

## Státní symboly

### Vlajka
Burkinofaská vlajka je tvořena listem o poměru stran 2:3 se dvěma vodorovnými pruhy, červeným a zeleným, se žlutou pěticípou hvězdou uprostřed.

### Znak
Burkinofaský státní znak je tvořen dvěma vzpínajícími se stříbrnými hřebci, držícími mezi sebou malý červeno-zelený štít se zlatou hvězdou uprostřed. Štít a štítonoši překrývají dvě zkřížená kopí, ovinutá v horní části stříbrnou stuhou se zlatým nápisem BURKINA FASO. Dolní část kopí je ovinuta stuhou (také stříbrnou) se zlatým státním heslem Unité Progrès Justice (česky Jednota, pokrok, spravedlnost). Z obou konců spodní stuhy vyrůstá stvol prosa se třemi páry zelených listů a bílým klasem. Mezi štítem a stuhou je mezi kopími stříbrná, rozevřená kniha. Všechny figury jsou položeny na velký francouzský štít.

### Hymna
Burkinofaská hymna je píseň Une Seule nuit (česky Jediná noc) nebo také Ditanye (česky Hymna vítězství). Autorem hudby i textu je někdejší prezident Thomas Sankara.

## Geografie

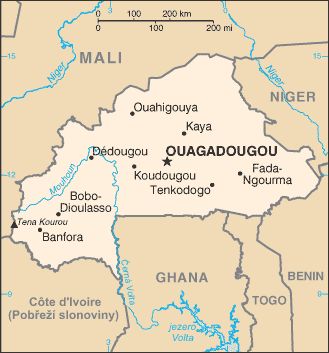
Mapa Burkina Faso

Stát Burkina Faso leží v Západní Africe. Hraničí se státy: Mali, Niger, Benin, Ghana, Pobřeží slonoviny a Togo. Tento vnitrozemský stát z velké části pokrývá rovinatá, místy mírně zvlněná plošina s výškami 250 – 350 metrů nad mořem. Jde o střední a nižší část Hornoguinejské vysočiny, která zde formuje jakoby jednotlivé vyvýšené ostrovy a směrem na západ strmě spadá do příkopového zlomu Falaise de Banfora. Protékají zde tři řeky: Červená, Bílá a Černá Volta (jediný stálý tok). Na jihozápadě najdeme až 750 metrů vysoké pískovcové tabule s nejvyšším vrcholem Ténakourou (749 m n. m.) a na východě Nigerijskou pánev. V oblasti Sahelu převládá tropické suché podnebí, v jižní části země zase vlhké tropy. Půda je rozdělena mezi lesy (50 %), pastviny (22 %), ornou půdu (13 %) a ostatní (15 %).
Burkina Faso má dva hlavní typy krajiny:
- Severní, východní a střední část země je typická mírně zvlněnou krajinu, místy prostoupenou několika kopci.
- Jihozápad Burkiny Faso je tvořen pískovcovým masívem, kde se nachází nejvyšší vrchol státu – Ténakourou.

Průměrná nadmořská výška se pohybuje okolo 400 m n. m. a rozdíl mezi nejvýše a nejníže položeným bodem není víc než 600 m n. m. Burkina Faso tedy leží v relativně rovném terénu bez významných převýšení.

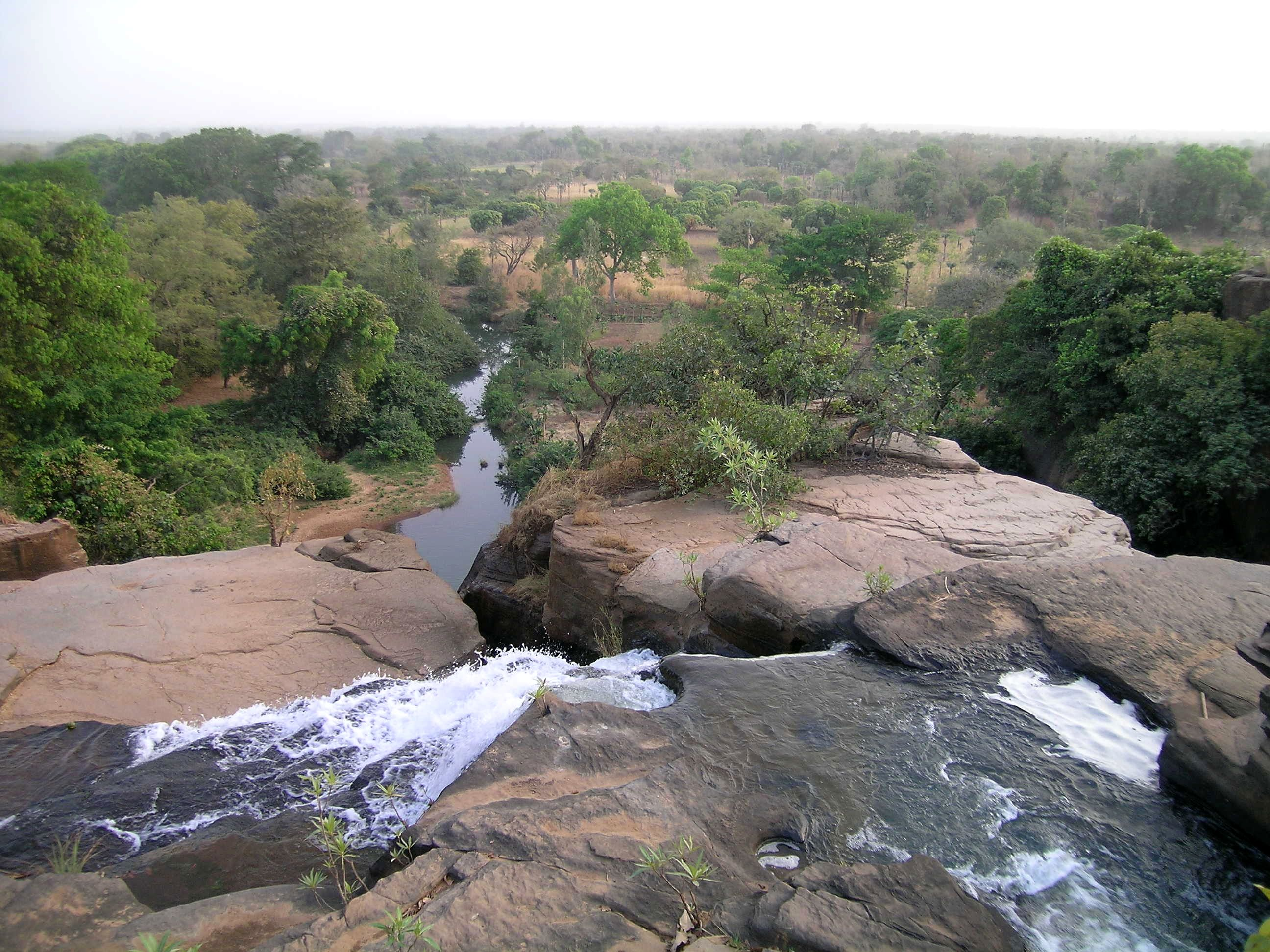
Vodopády u obce Karfiguela na západě země
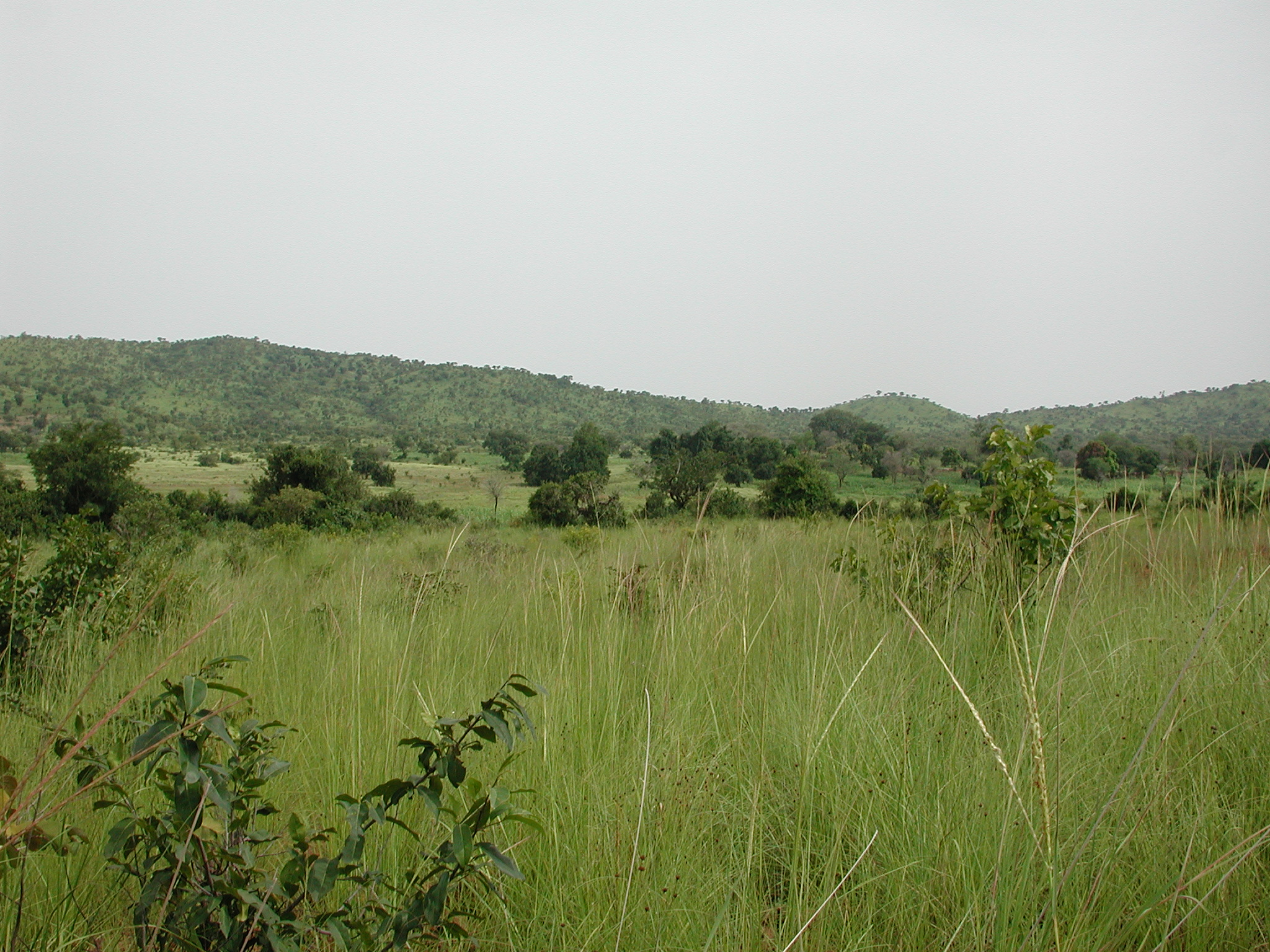
Savana v kraji Gbomblora na východě země
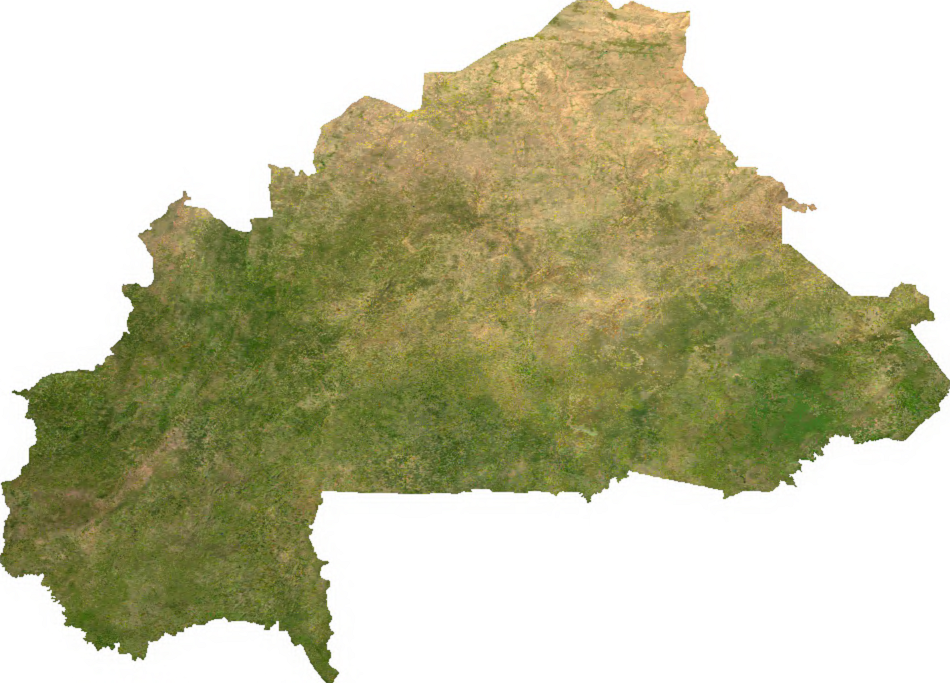
Satelitní pohled
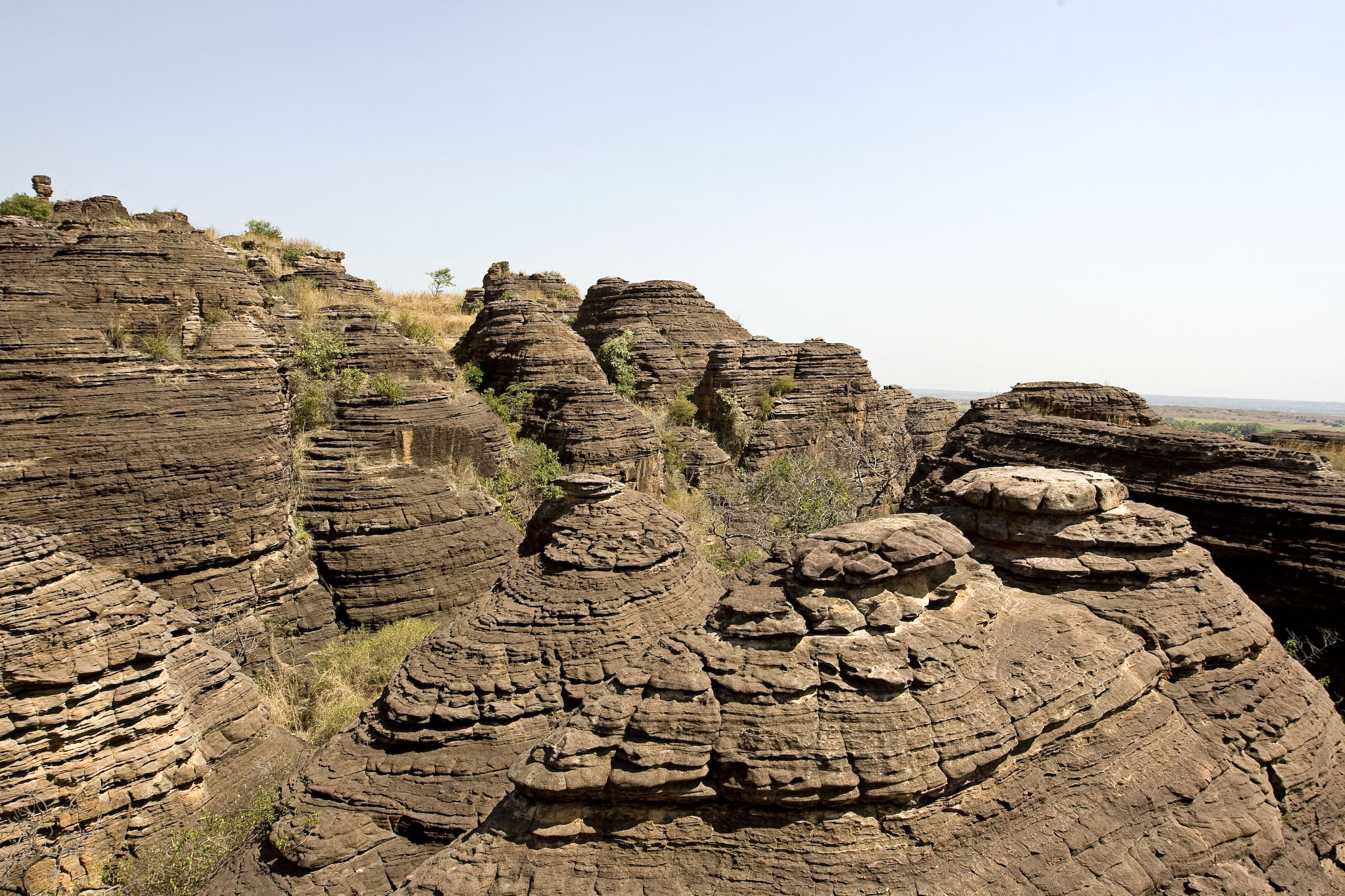
Vrcholky na jihozápadě země poblíž Fabédougou.

### Podnebí
Burkina Faso má především tropické klima se dvěma rozdílnými sezónami. Deštivé období je charakteristické srážkami v rozmezí 600-900 milimetrů a suché období, během kterého vane saharský suchý vítr harmattan. Deštivé období trvá asi čtyři měsíce a je kratší na severu země.

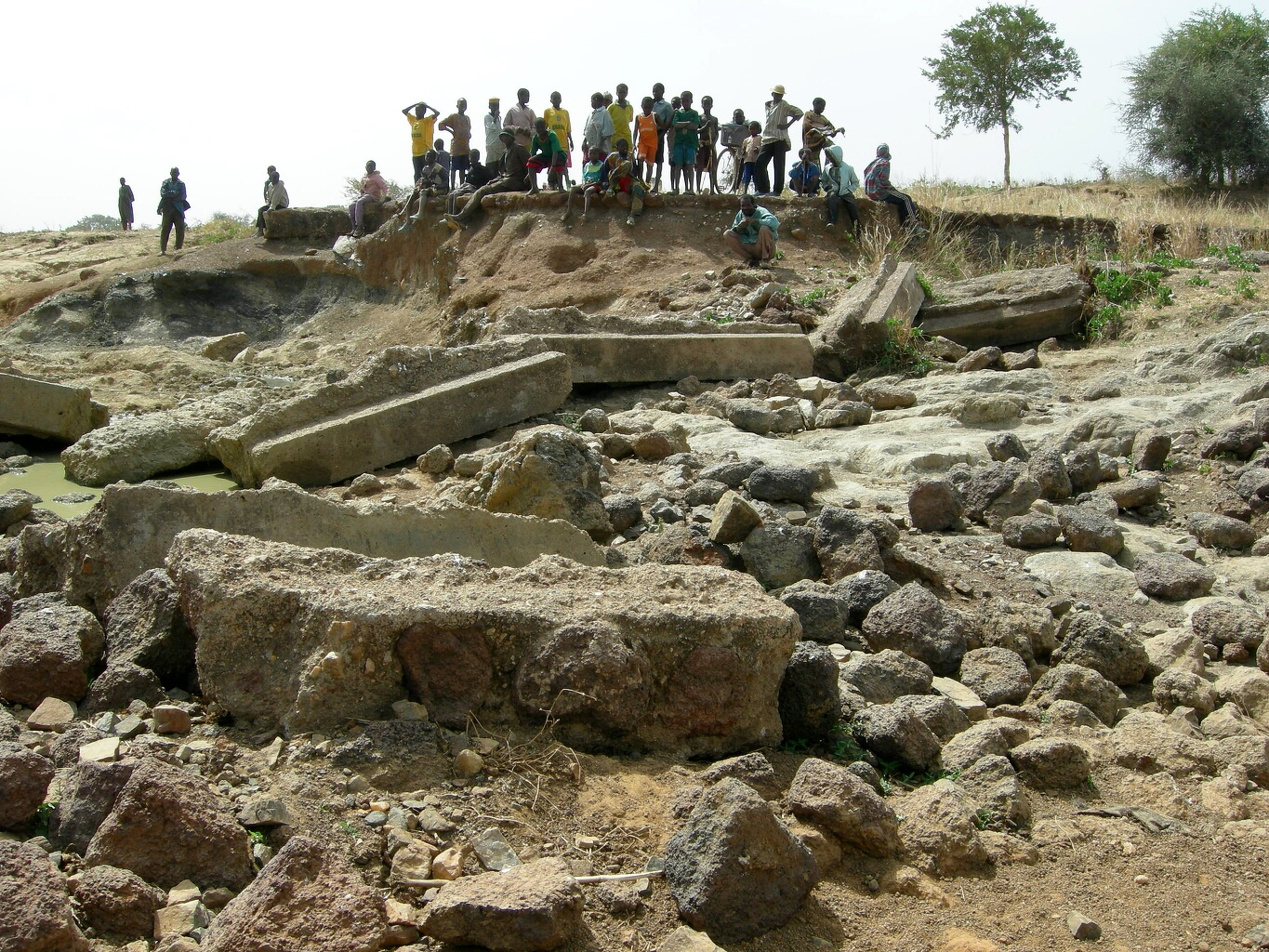
Škody způsobené povodněmi v roce 2007 u města Dourtenga

Burkina Faso má tři hlavní klimatické pásy/zóny:
- Sahelský pás – Oblast suché tropické savany, s nízkými srážkami a vysokými teplotami. Dříve v této oblasti rostlo mnoho stromů, ale dnes ve vyprahlé krajině rostou stromy jen sporadicky. V této oblasti někdy po celá léta neprší, což má za následek různě intenzivní hladomory.
- Súdánsko-sahelský pás – Přechodná zóna mezi oběma hlavními typy je charakteristická především vydatnějšími srážkami.
- Súdánsko-guinejský pás – Tento pás je typický nižšími průměrnými teplotami a deštivějším počasím.

### Přírodní zdroje
Z přírodních zdrojů se v Burkině Faso nalézá množství ložisek zlata, manganu, mramoru, pemzy, vápence a solí.

### Fauna a flora
Burkina Faso má větší populaci slonů než mnohé jiné země Západní Afriky. Kromě nich zde lze nalézt také lvy, levharty a buvoly, včetně trpasličího (červeného) buvola – menšího zvířete s načervenalou srstí, které připomíná divokou krátkonohou krávu. V zemi žijí i další velcí predátoři, například gepard, karakal (africký rys), hyena skvrnitá či pes hyenovitý, který patří k nejohroženějším druhům na africkém kontinentu.
Fauna a flóra Burkiny Faso jsou chráněny v několika přírodních rezervacíh a čtyřech národních parcích:
- Národní park W ve východní části země, který zasahuje také do Beninu a Nigeru
- Národní park Arli na východě
- Lesní a částečná přírodní rezervace Léraba-Comoé na západě
- Mokřadní oblast Mare aux Hippopotames (Hroší jezírko) taktéž na západě

## Politika

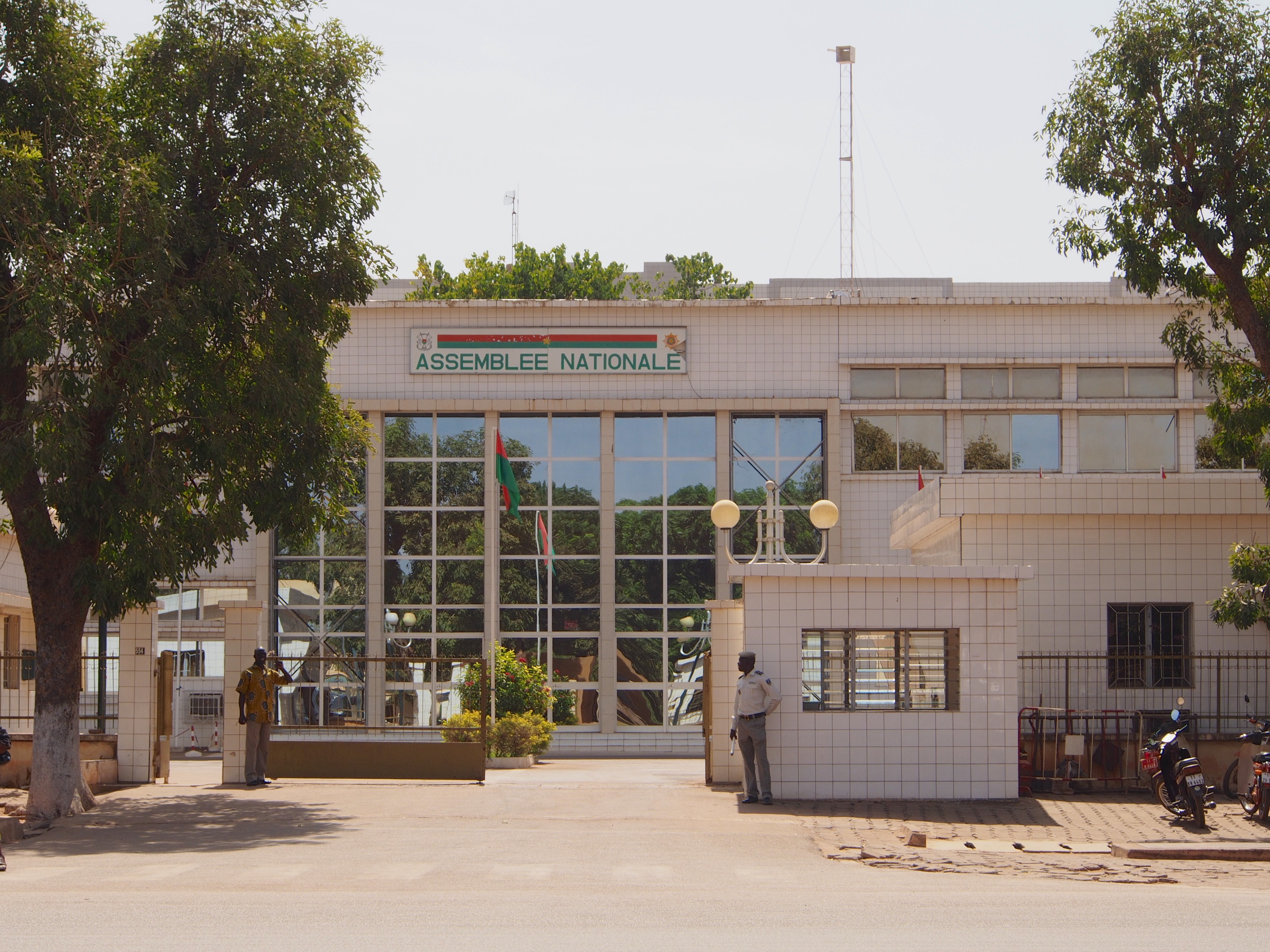
Budova Národního Shromáždění v Ouagadougou

Burkina Faso je prezidentská republika, kde prezident plní funkci jak hlavy státu, tak předsedy vlády. Exekutivní moc je vykonávána vládou. Legislativní moc má jak parlament, tak také vláda. Soudní moc je nezávislá na vládě a parlamentu. Prezident je volen na 7 let, s neomezeným množstvím následujících mandátů. Předseda vlády je vybírán prezidentem a musí být schválen parlamentem.
Roku 1990 svolala Národní fronta první národní kongres, který ustanovil komisi, jež měla vytvořit ústavu. Ta byla schválena v referendu roku 1991. Následujícího roku byl za prezidenta hladce zvolen Blaise Compaoré z důvodu bojkotu voleb ze strany opozice. Opozice se však aktivně účastnila následných voleb do parlamentu a strana ODP/MT získala většinu křesel v parlamentu.
V roce 1995 se v Burkině Faso konaly první pluralitní volby do obecních zastupitelstev. Kromě několika výjimek byly volby shledány bezúhonnými a svobodnými místními organizacemi ochraňujícími lidská práva. Vládnoucí strana ODP/MT získala 1100 křesel z 1700 možných..
Současný vládní systém zahrnuje silný prezidentský úřad, předsedu vlády, radu ministrů dohlížející na prezidenta, dvoukomorové národní shromáždění a soudní moc. Legislativa a soudní moc jsou nezávislé, ale stále zůstávají náchylné k vnějším vlivům.

### Přehled hlav státu
| Od         | Do         | Hlava státu                                                                             |
| ---------- | ---------- | --------------------------------------------------------------------------------------- |
| 1959-12-11 | 1966-01-04 | Nawalagmba Maurice Yaméogo – prezident; UDV                                             |
| 1966-01-04 | 1980-11-25 | Aboubakar Sangoulé Lamizana – prezident; voj./MNR                                       |
| 1980-11-25 | 1982-11-07 | Saye Zerbo – předseda Vojenského výboru obnovy pro národní rozvoj; voj.                 |
| 1982-11-08 | 1982-11-11 | Jean-Baptiste Ouédraogo – prozatímní předseda Prozatímního výboru lidové záchrany; voj. |
| 1982-11-11 | 1982-11-26 | Jean-Baptiste Ouédraogo – předseda Prozatímního výboru lidové záchrany; voj.            |
| 1982-11-26 | 1983-08-04 | Jean-Baptiste Ouédraogo – hlava státu; voj.                                             |
| 1983-08-04 | 1987-10-15 | Thomas Isidore Noël Sankara – předseda Národní revoluční rady a hlava státu; voj.       |
| 1987-10-15 | 1987-10-31 | Blaise Compaoré – předseda Lidové fronty; voj./FP                                       |
| 1987-10-31 | 1991-12-24 | Blaise Campaoré – předseda Lidové fronty a hlava státu; voj./FP                         |
| 1991-12-24 | 2014-10-31 | Blaise Campaoré – prezident; ODP-MT, CDP                                                |
| 2014-11-01 | 2014-11-21 | Issac Zida – prozatímní hlava státu; voj.                                               |
| 2014-11-21 | 2015-12-25 | Michel Kafando – prozatímní prezident                                                   |
| 2015-12-25 | 2022-01-24 | Roch Marc Christian Kaboré – prezident; MPP                                             |
| 2022-01-24 | 2022-09-30 | Paul-Henri Sandaogo Damiba – prezident                                                  |
| 2022-09-30 |            | Ibrahim Traoré – prezident                                                              |

## Obyvatelstvo

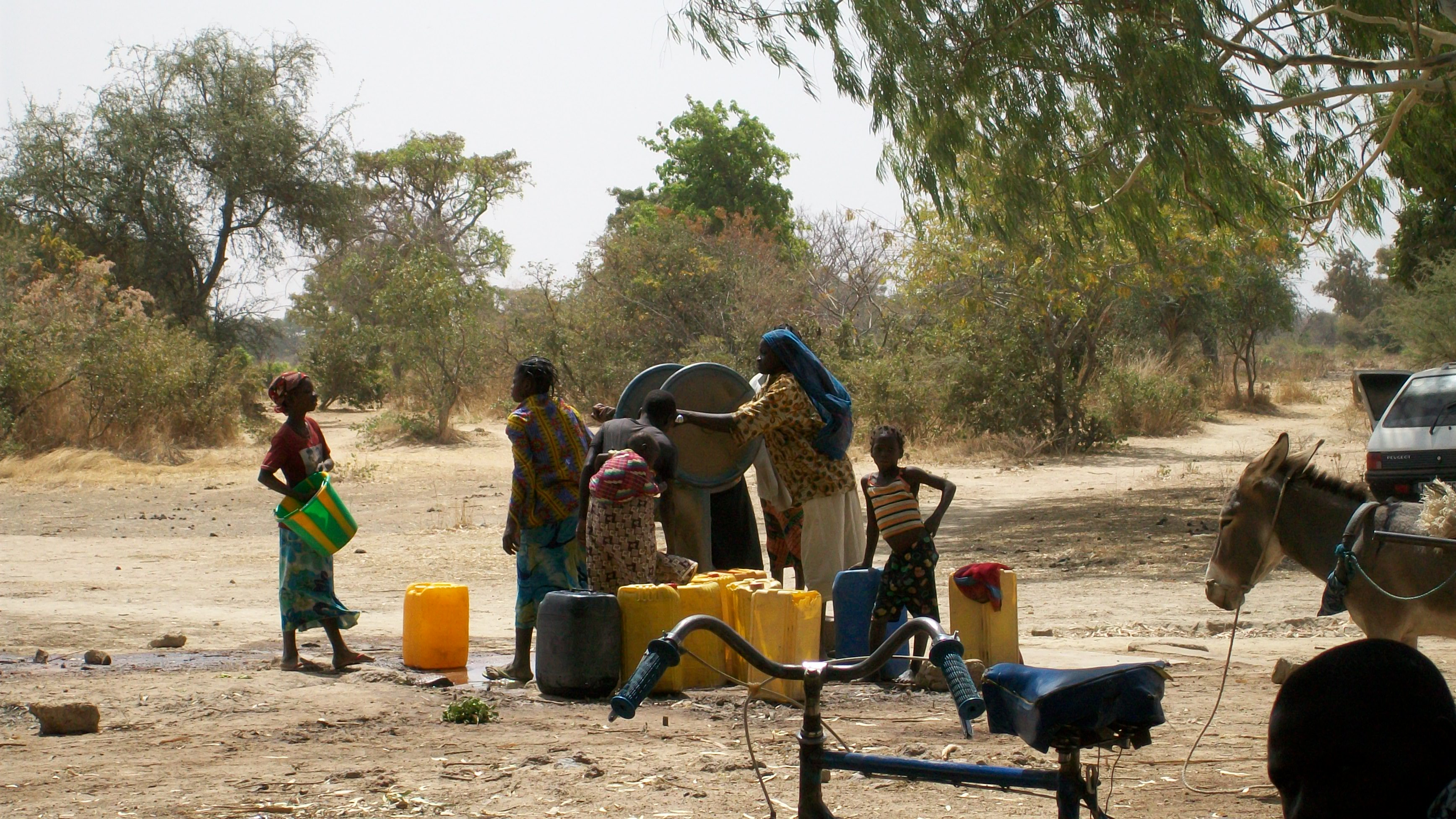
Vesnická pumpa v Burkině Faso

Na území Burkiny Faso trvale žije přes 160 různých etnik. Dominantním etnikem jsou Mossiové (40 %-50 %), kteří odvozují svůj původ od válečníků, kteří na dnešní území přišli v dávné minulosti, dále jsou zde zastoupeni Fulbové (8 %-10 %) či Lobiové (7 %). Asi 50 % z nich vyznává islám, 40 % obyvatel vyznává tradiční africká náboženství a asi 10 % jsou křesťané, hlavně katolíci. Široce rozšířená je francouzština, obyvatelé mluví také arabsky, nebo místními domorodými jazyky jako je more, mande, pularština a fulbština.
Nejvíce obyvatel žije v jižních oblastech Burkiny Faso, což je také způsobeno každoroční migrací statisíců obyvatel z této oblasti do sousední Ghany a Pobřeží slonoviny za sezónními pracemi. V republice je velmi vysoká negramotnost – 82 %. Asi 80 % obyvatel žije na venkově. Pravděpodobná míra dožití je u mužů 51 a u žen 54 let. Populační přírůstek se pohybuje okolo 3,1 % ročně, na jednu ženu zde připadá více než 6 dětí.

### Náboženství
Burkina Faso je nábožensky rozmanitá země. Dominantním náboženstvím je islám. Podle statistik se 63,2 % populace hlásí k islámu. Většina muslimů v Burkině Faso jsou sunnitští muslimové, kteří následují Malíkovskou právní školu (tzv. Malíkovský mazhab) ovlivněnou súfismem. Šíitská forma islámu má v zemi také malé zastoupení. Značný počet sunnitských muslimů se ztotožňuje s řádem Tijaniyah. Římských katolíků je 24,6 %, protestantů 6,9 %. Tradiční africká náboženství vyznává 4,2 % obyvatel. Mnoho lidí praktikuje islám nebo křesťanství spolu s některým z tradičních náboženství (vícečetná náboženská identita), případně jejich synkretismus.

### Zdraví
V roce 2016 byla průměrná délka života v zemi odhadována na 60 let u mužů a 61 let u žen. V roce 2018 činila úmrtnost dětí do pěti let i kojenecká úmrtnost 76 na 1 000 živě narozených dětí. V roce 2014 byl střední věk obyvatel 17 let a odhadovaná míra populačního růstu činila 3,05 %.
V roce 2011 představovaly výdaje na zdravotnictví 6,5 % HDP; mateřská úmrtnost byla odhadována na 300 úmrtí na 100 000 živě narozených dětí a hustota lékařů byla v roce 2010 jen 0,05 na 1 000 obyvatel. V roce 2012 byla odhadovaná prevalence HIV u dospělých (ve věku 15–49 let) 1,0 %. Podle zprávy UNAIDS z roku 2011 výskyt HIV klesá u těhotných žen navštěvujících prenatální kliniky. Výdaje centrální vlády na zdravotnictví dosahovaly v roce 2001 pouze 3 %. Ke konci roku 2009 studie odhadovaly, že v zemi bylo pouhých 10 lékařů na 100 000 obyvatel. K tomu přibylo 41 zdravotních sester a 13 porodních asistentek na 100 000 obyvatel. Demografické a zdravotnické průzkumy proběhly v Burkině Faso od roku 1993 čtyřikrát.
Podle zprávy Světové zdravotnické organizace z roku 2005 bylo odhadováno, že 72,5 % dívek a žen v Burkině Faso podstoupilo ženskou obřízku, prováděnou dle tradičních rituálů.
Při epidemii horečky dengue v roce 2016 zemřelo v Burkině Faso 20 pacientů. Případy onemocnění byly hlášeny ze všech 12 městských částí Ouagadougou.
Podle Globálního indexu hladu (GHI) za rok 2024 se Burkina Faso umístila na 98. místě ze 127 zemí a dosahuje vážné úrovně hladu se skóre 24,6.

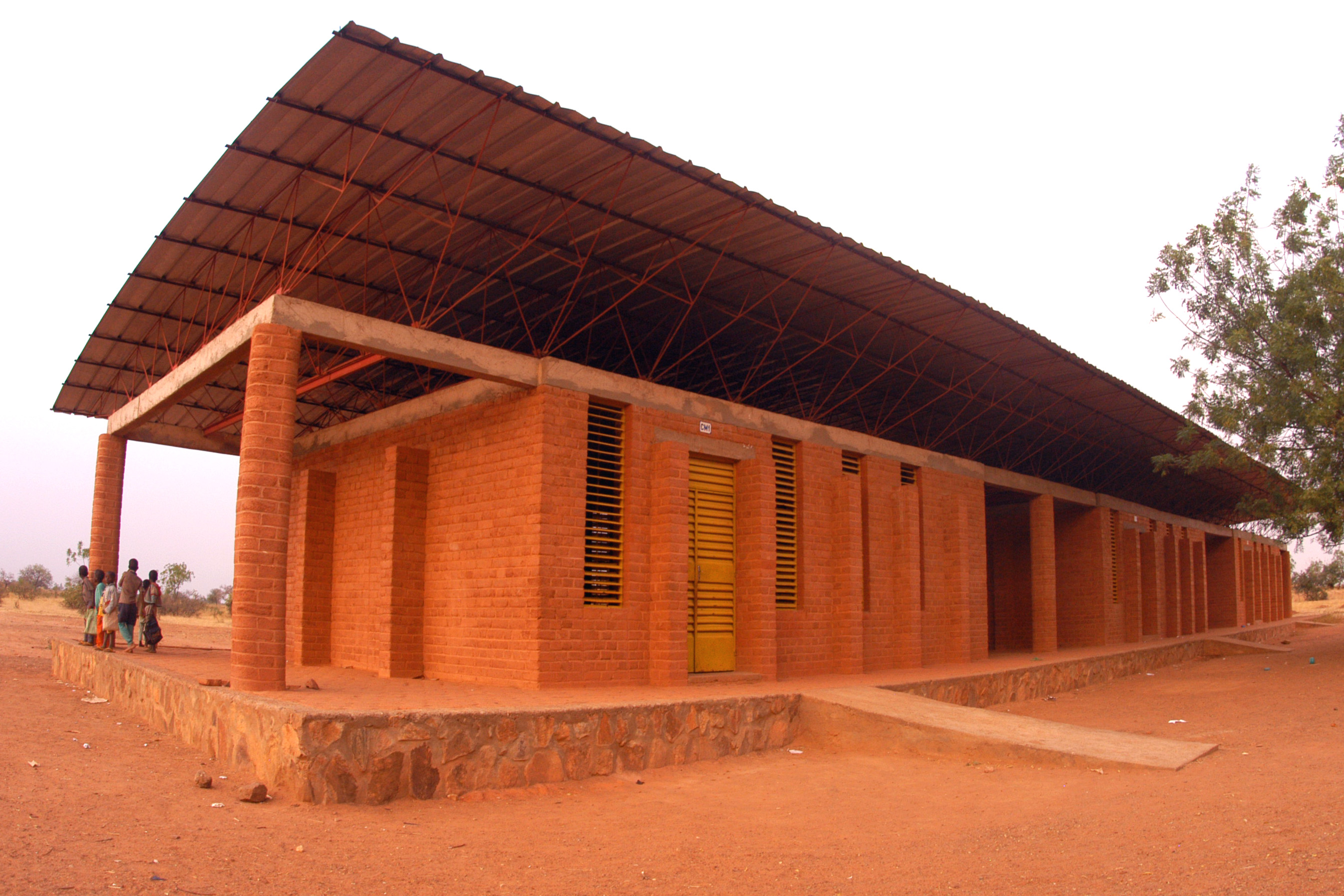
Budova základní školy ve vesnici Gando oceněná cenou Aga Khan pro rok 2004

### Vzdělání
Vzdělávání v Burkině Faso je rozděleno na základní, střední a vysokoškolské. Středoškolské vzdělání stojí přibližně 25 000 CFA franků ročně (přibližně 950 Kč), což je značně nad finančními možnostmi většiny burkinafských rodin. Přednost ve vzdělávání mají chlapci; z tohoto důvodu jsou vzdělanost a míra gramotnosti dívek mnohem nižší než u jejich mužských protějšků. V důsledku vládní politiky, která zlevnila školné pro dívky a poskytla jim více stipendií, však došlo k nárůstu jejich školní docházky.
Pro přechod ze základní na nižší střední školu, z nižší na vyšší střední školu a z té na univerzitu je nutné složit národní zkoušky. Mezi instituce vyššího vzdělávání patří Univerzita v Ouagadougou, Polytechnická univerzita v Bobo-Dioulasso a Univerzita v Koudougou, která zároveň slouží jako učitelský vzdělávací institut. V hlavním městě Ouagadougou se nachází také několik malých soukromých vysokých škol, ty si ovšem může dovolit jen malá část populace.
Zpráva Rozvojového programu OSN z roku 2008 zařadila Burkinu Faso jako zemi s nejnižší úrovní gramotnosti na světě, a to navzdory soustředěnému úsilí o zdvojnásobení míry gramotnosti z 12,8 % v roce 1990 na 25,3 % v roce 2008.

## Administrativní rozdělení
Burkina Faso je rozdělena na 13 regionů, přičemž každý je spravován vlastním guvernérem. Tyto regiony se následně dělí na 45 provincií a 301 departmentů (obcí). Existují následující regiony:
- Boucle du Mouhoun
- Cascades
- Centre
- Centre-Est
- Centre-Nord
- Centre-Ouest
- Centre-Sud
- Est
- Hauts-Bassins
- Nord
- Plateau-Central
- Sahel
- Sud-Ouest

## Ekonomika

Přehled exportu Burkiny Faso v roce 2019 s dominantním vývozem zlata

HDP Burkiny Faso se odhaduje na asi 6 miliard dolarů. Ekonomika Burkiny Faso je především založena na zemědělství, farmářství a chovu zvířat. Burkina Faso měla v roce 2014 paritu kupní síly na obyvatele 1 900 dolarů, to je v přepočtu zhruba 44 200 Kč a nominální na obyvatele 790 dolarů, což je 18 390 Kč. Více než 80 % populace se spoléhá na soběstačné zemědělství, pouze malá část obyvatelstva je zapojena do průmyslu a služeb. Mezi dlouhodobé problémy Burkiny Faso patří vysoce proměnlivé srážky, špatná půda, nedostatek prostředků na rozvoj dopravy a jiné infrastruktury, například telekomunikace. Mezi další problémy patří dále stávající stagnace ekonomiky i přes globální pomoc. Exportní ekonomické zboží rovněž nadále podléhá výkyvům světových cen.
Země má vysokou hustotu osídlení, ale málo přírodních zdrojů a také velmi neúrodnou půdu, která je nevhodná k pěstování. V průmyslu dominují privatizované firmy a organizace. Po devalvaci měny afrického franku v lednu 1994 vláda aktualizovala svůj rozvojový program ve spolupráci s mezinárodními agenturami a ekonomický růst se podstatně zvýšil. Udržování makroekonomického pokroku ale závisí na pokračující nízké inflaci, snižování obchodního deficitu a reformách zaměřených na podporu soukromých investic a firem.

### Bankovní sektor
Finanční systém Burkiny Faso představuje až 30 % HDP země a je ovládán především bankovním sektorem, jež řídí až 90 % celkových aktiv finančního systému. Státní bankovní sektor je sám o sobě poměrně rozvinutý, přičemž tři největší banky v zemi drží až 60 % všech aktiv finančního sektoru. V zemi působí jedenáct bank a pět nebankovních finančních institucí. Banky jsou obecně přiměřeně kapitalizovány, ale jsou zranitelné kvůli nestabilitě měny, což má za následek významné kolísání cen.  

### Zemědělství

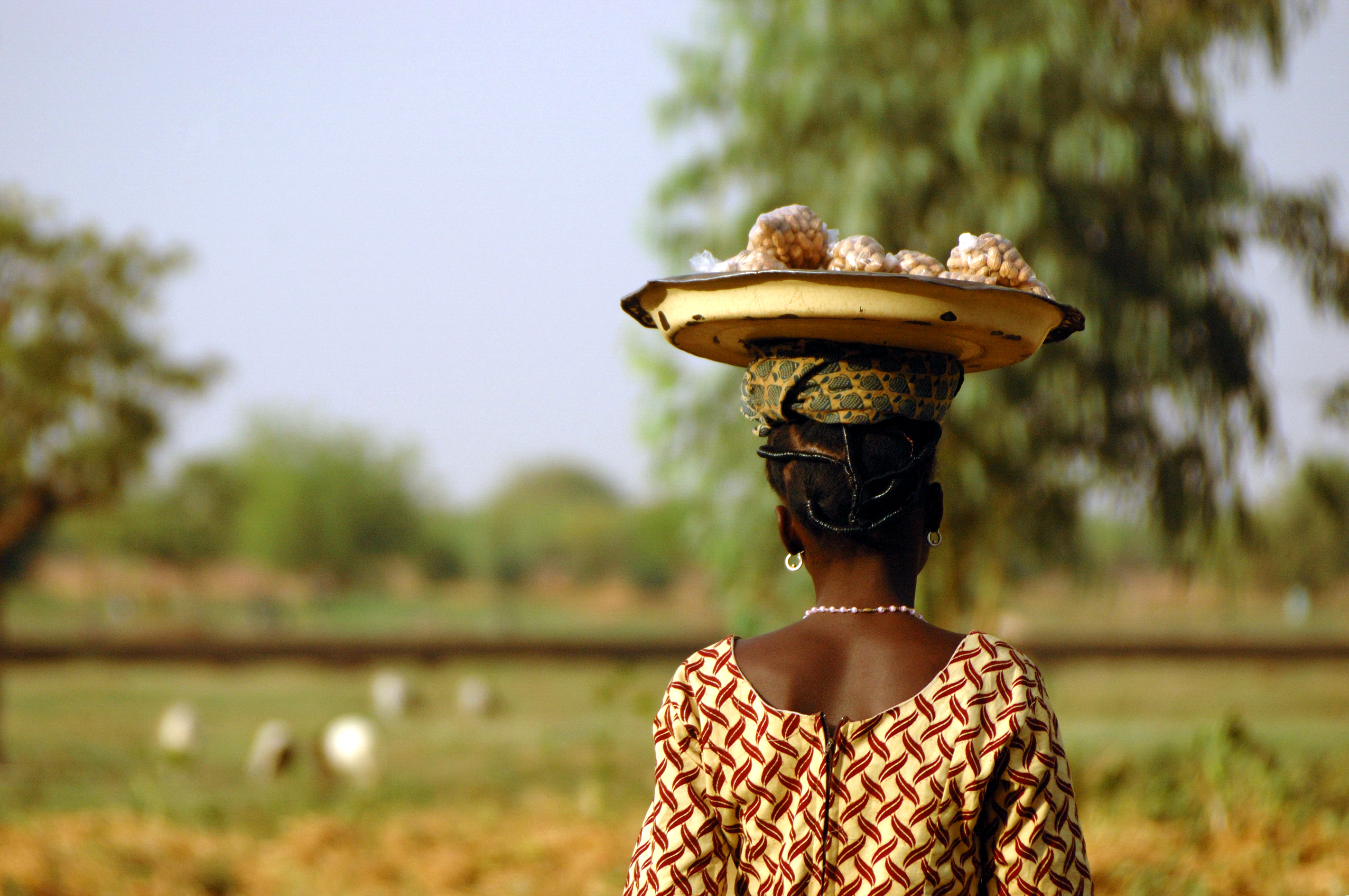
Obchodnice s oříšky

Na celkové tvorbě HDP se sektor zemědělství v roce 2005 podílelo 34,4 %, zaměstnává však až 84 % obyvatel. Burkina Faso je vývozcem skotu (zejména tura domácího) do sousedních zemí. Chov se koncentruje především do oblasti Fulbe, kde se mu věnují především kočovné kmeny. Navzdory vysoké zaměstnanosti v zemědělství je podíl zemědělského sektoru na hrubém domácím produktu (HDP) pouze cca 35% (2012; pro srovnání HPD ze služeb je cca 38%). Nejdůležitější pěstovanou plodinou z hlediska národního hospodářství je bavlna – Burkina Faso je největším africkým producentem této komodity. V roce 2006 se sklidilo rekordních 0,74 mil tun. Země aktivně prosazuje omezení subvencí ze strany USA a evropských zemí, ovšem tyto subvence jsou kritizovány WTO. Ostatní pěstované plodiny: proso, rýže, cukrová třtina, čirok, kukuřice, arašídy, zelenina – obdělávána je ovšem pouze malá část území na jihu země, Burkina Faso má proto problém s dosažením soběstačnosti a nezávislosti na importu surovin. Stát dlouhodobě podporuje pěstování pšenice; první úspěšná sklizeň proběhla v roce 2006. Dobrým vývozním artiklem posledních let se stává mango.

### Průmysl
Průmysl se podílí na tvorbě HDP asi 18 %. Nosným odvětvím je těžební průmysl; v posledních dvou letech vláda vydala 370 nových licencí. V roce 2007 má začít těžba ze tří nových dolů (investice kanadských a britských firem) – celková těžba zlata má do tří let růst na 9,4 tun. Dalším těženým kovem je zinek (70 tisíc tun). Výrobní sektor je malý – důležitějšími odvětvími jsou zemědělsko–potravinářský, a textilní. Výrobní podniky v Burkině Faso se potýkají se značnými problémy, zejména kvůli vysokým cenám ropy a vysokým přepravním nákladům z přístavu v Lomé (Togo) a Tema (Ghana).

#### Těžba zlata
V roce 2012 se v Burkině Faso nacházelo 6 zlatých dolů. Burkina Faso je 3. největším exportérem zlata v Africe. Západoafrické zlato avšak nedosahuje vysoké kvality zlata z Jižní Afriky . Současnými největšími odběrateli zlata v zemi jsou společnosti Ghana (78%), brazilská společnost Indústria Metalúrgica (12%) a vláda (10%) 
Podle ministerstva financí se zlato stalo hlavní exportní komoditou. V roce 2011 Burkina Faso vydělala na obchodě s nerostným bohatstvím cca 127 miliard CFA (247 milionů USD). V letech 2007 až 2011 vynesla produkce 440 miliard CFA, což představuje 64,7 procenta veškerého vývozu a 8 procent HDP. Produkce vzrostla z 23 tun v roce 2010 na 32 tun v roce 2011. Zlaté doly jsou rozmístěny v severních, západních, jihozápadních a centrálních oblastech země.
Zlatý průmysl Burkiny Faso zaměstnává otrocké dělníky a rozhodně nešetří ani děti. V roce 2013 Americké Ministerstvo práce uvedlo, že těžba zlata se stává ještě výnosnějším průmyslem, což má za následek „zvýšený počet dětí pracujících ve zlatých dolech a tisíce studentů opouštějících školu" . Článek z internetového časopisu AllAfrica odhalil, že současný boom v odvětví těžby zlata v zemi za poslední tři roky učinil ze země jednoho z předních afrických producentů. Zpráva ale dále naznačila informace o masovému přílivu nezletilých pracujících. Deník dále uvedl, že až šestileté děti opouštějí školní instituce, aby mohly pracovat v dolech, především z iniciativy jejich rodičů.
Zpráva amerického ministerstva práce z roku 2014 obsahuje seznam zboží vyrobeného dětskou nebo nucenou prací a Burkina Faso je uvedena mezi 74 dalšími zeměmi, kde byly takové pracovní podmínky pozorovány.

#### Těžba zinku
Zinek je, hned po zlatě, druhou nejrozšířenější těženou surovinou, kterou Burkina Faso exportuje do světa. V současné době těžba probíhá především v oblasti Perkoa v centrální oblasti země. Koncentráty zinku jsou přepravovány po železnici do přístavu Abidjan na Pobřeží slonoviny a do přístavu Tema v Ghaně.

#### Stavebnictví
Stavební sektor v posledních letech prodělává boom. Vláda s pomocí mezinárodních donorů investovala do výstavby silnic, vodních děl a malých přehrad. Velmi ambiciózní je projekt přestavby hlavního města. 

### Služby
Na tvorbě HDP se podílí 39,6 %. Burkina Faso má malý finanční sektor (8 větších komerčních bank, 3 pojišťovací ústavy). Turistický potenciál není využíván – větší návštěvnost je registrována v období Festpaco (největší africký filmový festival), národního dne kultury a mezinárodní výstavy řemesel (SIAO).

### Ekonomický růst
Zpráva Světové banky z prosince 2018 naznačuje, že bavlna se stala nejdůležitější tržní plodinou. Vývoz zlata je také v rámci 21. století na vzestupu- spolu s manganovou rudou a zinkem se jedná o nejvýnosnější zdroje nerostného bohatství v zemi. V roce 2017 se ekonomický růst zvýšil na 6,4 % (oproti 5,9 % v roce 2016), hlavně díky produkci zlata a zvýšeným investicím do infrastruktury. Růst spotřeby spojený s růstem mezd rovněž podpořil ekonomický růst. Inflace v roce 2018 zůstala nízká, 0,4 %, ale veřejný schodek vzrostl na 7,7 % HDP (vs. 3,5 % v roce 2016). Vláda nadále pokračuje v získávání finanční pomoci a půjček na splácení státního druhu. Světová banka uvedla, že ekonomický výhled zůstane v krátkodobém a střednědobém výhledu příznivý, ačkoliv neschopnost půjčky a zakázky splácet by mohlo mít negativní dopad do budoucna. Mezi rizika patří vysoké ceny dovozu ropy a nižší ceny vývozu bavlny a zlata, ale také například teroristické hrozby nebo stávky pracovní síly.

### Hlavní makroekonomické indikátory
Tabulka hrubého domácího produktu, odhad MMF v milionech afrických franků (CFA).
| Rok  | Hrubý domácí produkt v miliardách Afrických franků | Konstantní hodnota HDP v miliardách Amerických dolarů | Parita kupní síly | HDP na obyvatele v USD |
| ---- | -------------------------------------------------- | ----------------------------------------------------- | ----------------- | ---------------------- |
| 1980 | 412 240                                            | 1756                                                  | 0,019             | 349                    |
| 1985 | 642 240                                            | 2688                                                  | 0,020             | 265                    |
| 1990 | 848 910                                            | 3488                                                  | 0,019             | 226                    |
| 2000 | 1 876 159                                          | 4961                                                  | 0,021             | 255                    |
| 2005 | 3 027 196                                          | 6150                                                  | 0,024             | 374                    |
| 2010 | 3 178 341                                          | 10118                                                 | 0,026             | 458                    |
| 2015 | 4 239 745                                          | 11883                                                 | 0,028             | 648                    |
| 2020 | 8 702 617                                          | 16082                                                 | 0,036             | 758                    |

Pro srovnání kupní síly je 1 americký dolar směňován za 470,70 afrických franků. Průměrné mzdy v roce 2009 činily 0,56 USD pro člověka za hodinu.
HDP na obyvatele Burkiny Faso vzrostl v šedesátých letech o 13% a v sedmdesátých letech dosáhl maximálního růstu 237%. To se však ukázalo jako neudržitelné a růst se v osmdesátých letech následně snížil na 23%. Nakonec se v devadesátých letech snížil o 37%. Průměrné mzdy v roce 2007 se pohybují kolem 2 až 3 dolarů za den.
Přestože je Burkina Faso znevýhodněna domácí ekonomikou s extrémním nedostatkem zdrojů, zůstává oddána programu strukturálních úprav (Structural adjustment programs - SAPs), který zahájila v roce 1991. Tím se z velké části zotavila z devalvace CFA v lednu 1994, s tempem růstu v roce 1996 5,9%.
Mnoho obyvatelů Burkiny Faso migruje za prací do sousedních zemí. Burkina Faso se pokouší zlepšit ekonomiku rozvojem nerostných zdrojů, zdokonalením své infrastruktury, zvýšením produktivity a konkurenceschopnosti zemědělského i živočišného sektoru a stabilizací dodávek a cen obilovin.
Zemědělské hospodářství je i nadále vysoce citlivé na kolísání dešťových srážek. Většina populace se živí jako soběstační farmáři, kteří se potýkají s problémy klimatu, erozí půdy a stagnací základních technologií. Základními plodinami jsou proso, čirok, kukuřice a rýže. Nejvýnosnější komodity jsou bavlna, podzemnice olejná, karite (bambucké ořechy) a sezam.
Správa spolku Africké rozvojové banky z roku 2018 konstatovala, že země: „více investuje do sociálních služeb, což ovšem přispívá k celkovému deficitu“. Predikce z roku 2018 dále naznačila, že se schodek rozpočtu sníží na 4,8% HDP v roce 2018 a na 2,9% v roce 2019. Veřejný dluh související s Národním plánem hospodářského a sociálního rozvoje byl v roce 2017 odhadován na 36,9% HDP.

### Zahraniční obchod
Centra průmyslu, který je stále v zárodečné fázi, se nachází především v Bobo-Dioulasso, Ouagadougou, Banfora a Koudougou. Výroba je omezena na zpracování potravin a textilu. Tyto komodity jsou ovšem silně chráněny cly a poplatky. Některé továrny jsou v soukromém vlastnictví a jiné jsou privatizovány. Využitelné přírodní zdroje Burkiny Faso jsou velice omezené, ačkoli na vzdáleném severovýchodě se nachází ložiska manganové rudy a zinku. Těžba zlata od poloviny 80. let 20. století výrazně vzrostla a je spolu s bavlnou předním zdrojem zisku z exportního obchodu. Od roku 2009 je zlato nejdůležitějším exportním artiklem; V roce 2013 bylo 72% příjmů z vývozu získáno vývozem zlata, přičemž většina výnosů směřovala ze zahraničí (zejména z Kanady). Zlato se těží po staletí a je jedním z nejdůležitějších zdrojů příjmů v zemi. Kanadská společnost Orezone vidí velký potenciál v ložiscích zlata Burkiny Faso.
Těžba manganu má být v budoucnu rozšířena. Doprava do míst těžby je obzvláště problematická; ložiska jsou převážně na severu, který je z hlediska infrastruktury špatně rozvinutý. Plánované rozšíření jediné železniční tratě Burkina Faso do dolů Tambao nebylo nikdy dokončeno. Těžba zlata se avšak stala hybnou silou hospodářského růstu, který se však v letech 2014/15 zhroutil v důsledku poklesu cen zlata a bavlny. Podle zprávy amerického ministerstva práce z roku 2014 je však zlato i bavlna uvedeno jako zboží vyrobené převážně dětskou prací a nucenými pracemi.

## Infrastruktura

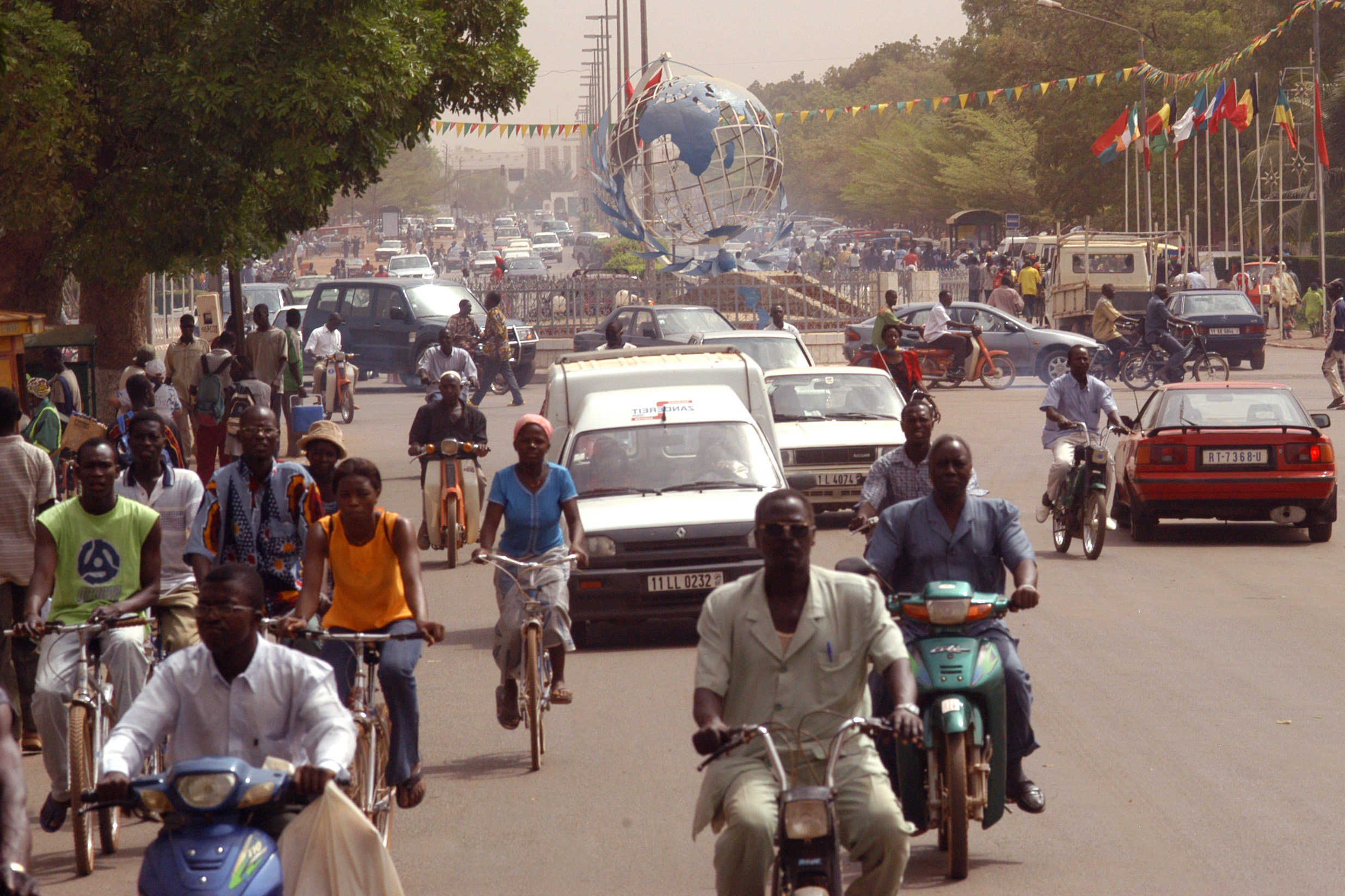
Náměstí spojených národů v Ouagadougou

### Doprava
Doprava v Burkině Faso je omezena relativně málo rozvinutou infrastrukturou.
Země má kolem 15 000 km silnic, z toho je zhruba 4800 km asfaltovaných. Jediná železnice v zemi vede z města Kaya (přes Ouagadougou a Bobo-Dioulasso) do Abidjanu, avšak krádeže a přepadení jsou zde na denním pořádku. Přepravu provozuje společnost Sitarail, která vypravuje tři soupravy týdně. Podél této železnice také leží téměř všechna velká burkinská města. Hlavní mezinárodní letiště v Ouagadougou a Burkina Faso má pravidelné spojení linkou Air France a Brussels Airlines, druhé mezinárodní letiště v Bobo-Dioulasso je spojeno s Ouagadougou a Abidjanem. Místní společnost Air Burkina zajišťuje spojení do některých okolních západoafrických zemí.

### Telekomunikace
Telekomunikační síť je velmi řídká – přípojku má zhruba 100 000 účastníků. Naopak rychle roste počet mobilních telefonů, které má kolem 500 000 účastníků. Vláda chce povzbudit rozvoj telekomunikací privatizací státní telekomunikační společnosti ONATEL. 51 % akcií bylo v roce 2006 prodáno Maroc Telecom. V Burkině Faso působí tři operátoři mobilních sítí.

### Energetika
Pouze 1 % energetických potřeb obyvatel je kryto elektrickou energií (91 % je kryto tradičními palivy-dřevným uhlím atd.). Vyrábí se asi 400 MW elektrické energie, z toho 76 % v tepelných/generátorových elektrárnách a 24 % v malých vodních elektrárnách. Elektřina je dostupná pouze ve velkých městech (7 % území je elektrifikováno). Monopolním výrobcem a distributorem je státní společnost Sonabel.
Na konci listopadu 2017 byla v Zagtouli poblíž hlavního města Ouagadougou zprovozněna solární elektrárna o výkonu 33 megawattů. V době výstavby se jednalo o největší solární elektrárnu v Západní Africe.

### Vodohospodářství
Ačkoliv jsou služby v oblasti vodohospodářství dosud nedostatečně rozvinuté, Národní úřad pro vodu a kanalizaci (Office National de l’Eau et de l’Assainissement, ONEA), státní podnik řízený podle komerčních principů, se profiluje jako jeden z nejlépe fungujících vodohospodářských podniků v Africe. Vysoká míra autonomie a odborné, angažované vedení přispěly k úspěchům ONEA v oblasti zajištění výroby a dostupnosti čisté vody.
Od roku 2000 získaly téměř dva miliony obyvatel čtyř hlavních měst země přístup k vodě; podnik si udržel vysokou kvalitu infrastruktury (ztráty vody úniky činí méně než 18 %, což je jedno z nejnižších čísel v subsaharské Africe), zlepšil finanční výkaznictví a každoročně zvyšoval příjmy v průměru o 12 %, tedy nad úroveň inflace. Výzvy však přetrvávají – mezi nimi potíže některých odběratelů s úhradou služeb a závislost na mezinárodní pomoci při rozšiřování infrastruktury. I přes to ovšen tento státní, komerčně vedený podnik významně přispěl k dosažení Rozvojových cílů tisíciletí v oblasti vody a zároveň se etabloval jako životaschopná společnost.
Přístup k pitné vodě se přesto za posledních 28 let zlepšil výrazně. Podle UNICEF se v letech 1990–2015 zvýšil podíl obyvatel venkova s přístupem k pitné vodě ze 39 % na 76 %, zatímco ve městech vzrostl tento podíl ze 75 % na 97 %.
V červnu 2018 schválila Světová banka bezprecedentní financování ve výši 300 milionů USD zaměřené na zlepšení přístupu, udržitelnosti a účinnosti vodohospodářských a hygienických služeb v městských a venkovských oblastech, z čehož nakonec bude mít prospěch 2,4 milionu lidí.

## Kultura

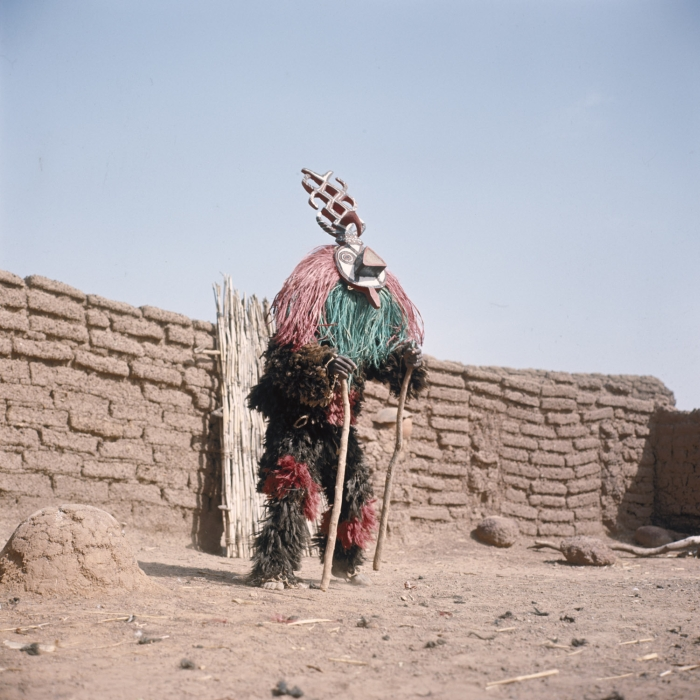
Maskovaná tanečnice Winiama

Literatura v Burkině Faso vychází z lidové slovesnosti, která si dodnes uchovává významné postavení. V roce 1934, během francouzské okupace, vydal literát Dim-Dolobsom Ouedraogo dílo Maximes, pensées et devinettes mossi (Maximy, myšlenky a hádanky Mossiů), které představuje záznam ústní historie lidu etnika. Slovesnost nadále ovlivňovala burkinafské autory i v období po získání nezávislosti v 60. letech 20. století, například spisovatele Nazi Boniho a Rogera Nikiemu. Právě v 60. letech došlo k nárůstu počtu vydávaných dramatiků. Od 70. let se literární tvorba v Burkině Faso dále rozvíjela a přibývalo publikovaných autorů.
Divadlo v Burkině Faso spojuje tradiční burkinafská představení s koloniálními vlivy a s úsilím o vzdělávání venkovského obyvatelstva v období po získání nezávislosti, čímž vzniklo svébytné národní divadlo. Tradiční rituální obřady mnoha etnických skupin v zemi zahrnují tance s maskami. Divadlo v západním stylu se rozšířilo během koloniální éry a bylo silně ovlivněno francouzskou divadelní tradicí. Po získání nezávislosti se objevila nová divadelní forma inspirovaná tzv. fórovým divadlem, jejímž cílem bylo vzdělávat i bavit venkovské obyvatele.
Rostoucí oblibu v zemi zaznamenává slam poetry, částečně díky činnosti slam poetky Maliky Outtaraové. Ta využívá své umění k šíření osvěty o tématech, jako je darování krve, albinismus nebo dopady pandemie covidu-19.

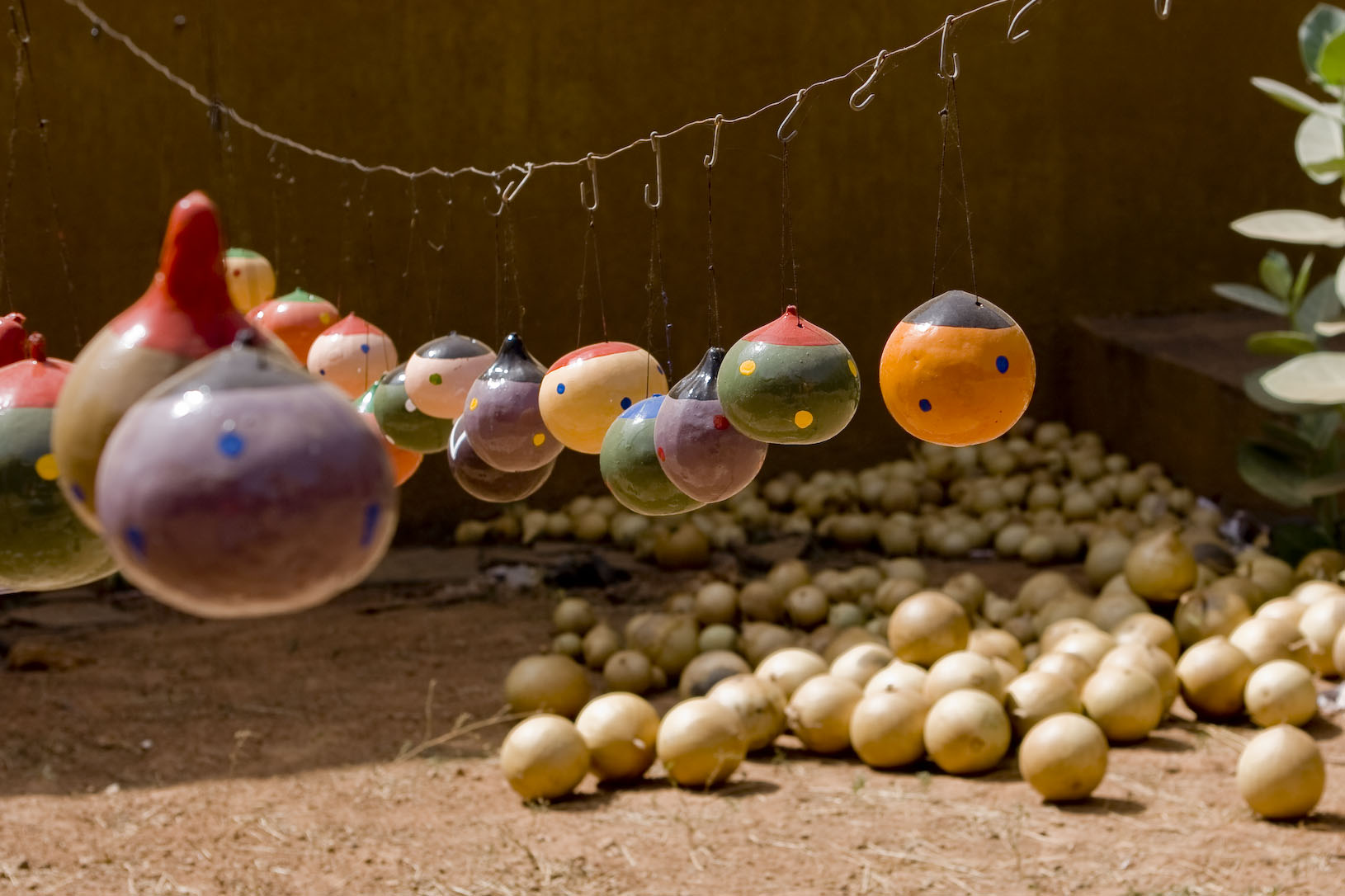
Dekorativní řemeslné tykve na trhu v Ouagadougou

### Umění a řemesla
Burkina Faso má kromě bohatého tradičního uměleckého dědictví jednotlivých etnických skupin také rozsáhlou komunitu umělců, zejména v hlavním městě Ouagadougou. Významná část řemeslné produkce je určena pro rozvíjející se turistický ruch země. Země rovněž hostí Mezinárodní veletrh umění a řemesel, známý pod francouzským názvem SIAO – Le Salon International de l'Artisanat de Ouagadougou, který patří mezi nejvýznamnější africké veletrhy řemesel.

### Hudba
Hudba Burkiny Faso zahrnuje lidovou hudbu zhruba 60 různých etnických skupin. Tradiční hudba Burkiny Faso nadále vzkvétá a je velmi rozmanitá. Populární hudba je zpívána většinou ve francouzštině. Žádný interpret v zemi ovšem stále nedosáhl celopanafrického úspěchu.

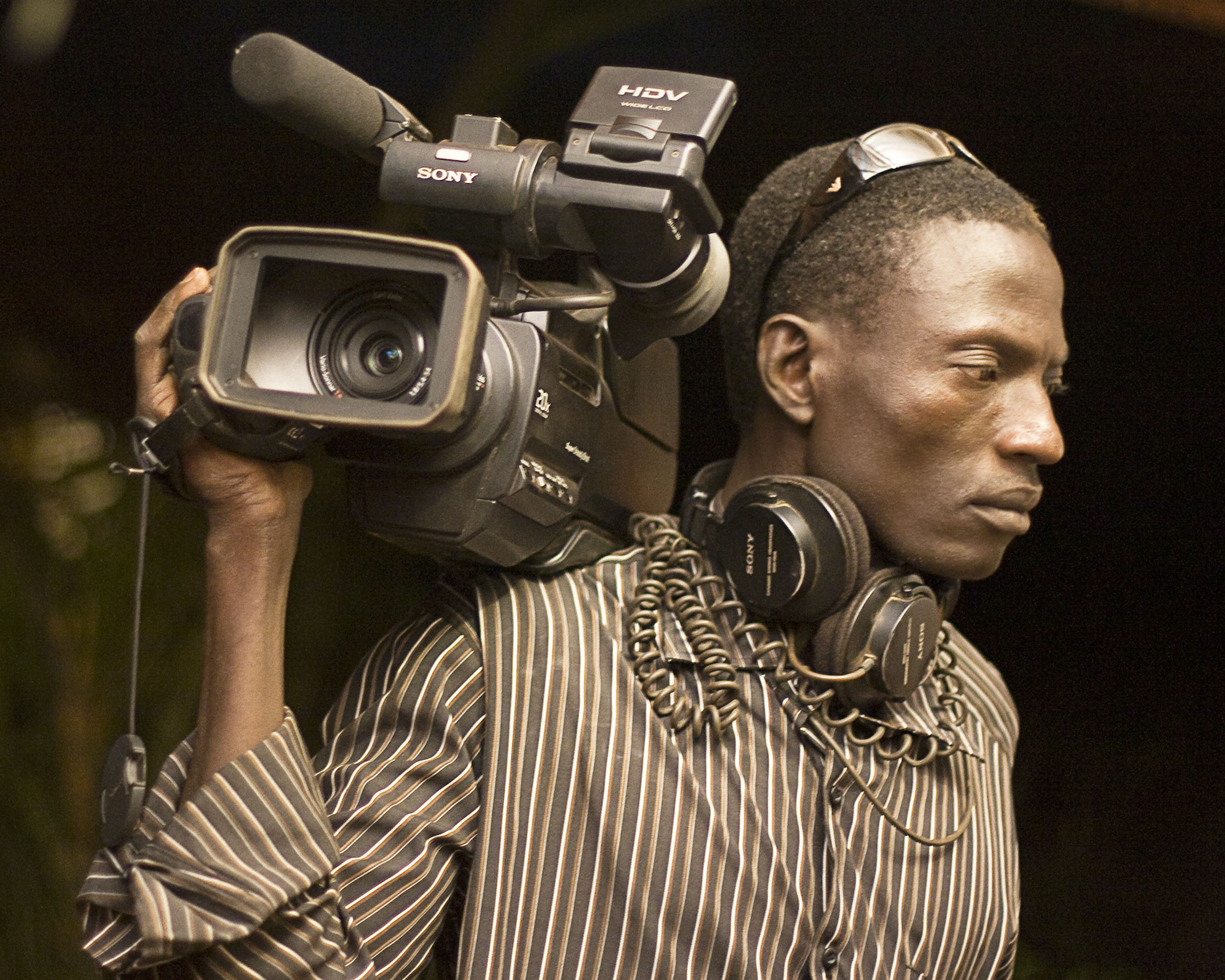
Kameraman v hlavním městě Ouagadougou, 2010

### Média
Hlavním mediálním subjektem země je státní televize a rozhlas Radio Télévision du Burkina (RTB), který vysílá na dvou středovlnných (AM) a několika FM frekvencích. Vedle RTB existují i soukromé FM stanice zaměřené na sport, kulturu, hudbu a náboženství. RTB provozuje také krátkovlnné mezinárodní zpravodajství ve francouzštině z hlavního města Ouagadougou (100kW vysílač na frekvencích 4.815 a 5.030 MHz).
Snaha o rozvoj nezávislých médií je v Burkině Faso střídavá. V roce 1998 byl zavražděn investigativní novinář Norbert Zongo společně se svým bratrem Ernestem, řidičem a dalším mužem. Jejich těla byla spálena a pachatelé nikdy nebyli dopadeni. Nezávislá vyšetřovací komise později dospěla k závěru, že Zongo byl zabit z politických důvodů kvůli svému pátrání po smrti Davida Ouedraoga, řidiče bratra prezidenta Françoise Compaorého.
Sám François Compaoré byl v lednu 1999 obviněn z účasti na smrti Ouedraoga, který zemřel následkem mučení v lednu 1998, obvinění byla později stažena vojenským soudem. V srpnu 2000 bylo pět členů prezidentské stráže obviněno z jeho vraždy. Někteří z nich byli i podezřelí v případu Zongo. Tři vojáci byli v případu Ouedraogo odsouzeni k dlouholetému vězení. V říjnu 2017 byl François Compaoré zadržen francouzskou policií, ale jeho vydání do Burkiny Faso zamítl Evropský soud pro lidská práva.
Po Zongově smrti byly protesty za objasnění případu a za svobodu tisku opakovaně potlačeny policií. V roce 2007 dostal rozhlasový moderátor Karim Sama výhružky smrtí kvůli kritickému obsahu svého pořadu, později bylo zapáleno jeho auto. Výbor na ochranu novinářů (CPJ) vyzval prezidenta k vyšetření těchto útoků. V roce 2008 byli policií vyslýcháni organizátoři pochodu za obnovení vyšetřování Zongovy vraždy, včetně předsedy Asociace novinářů Burkiny Faso, Jean-Clauda Medy.

### Kinematografie
Filmová tvorba Burkiny Faso představuje důležitou součást západoafrické i celé africké kinematografie. Podíl země na rozvoji afrického filmu začal v roce 1969, kdy byl založen filmový festival FESPACO (Festival Panafricain du Cinéma et de la Télévision de Ouagadougou). Řada burkinafských režisérů dosáhla mezinárodního uznání a získala prestižní ocenění.
Federace afrických filmařů (FEPACI) měla po dlouhá léta své sídlo v Ouagadougou, obnovena byla v roce 1983 za podpory prezidenta Thomase Sankary. Ačkoliv sekretariát FEPACI sídlí od roku 2006 v Jihoafrické republice, centrála organizace zůstává v Ouagadougou. Mezi nejznámější režiséry z Burkiny Faso patří Gaston Kaboré, Idrissa Ouedraogo a Dani Kouyaté. Burkina Faso rovněž produkuje populární televizní seriály, například Les Bobodiouf.

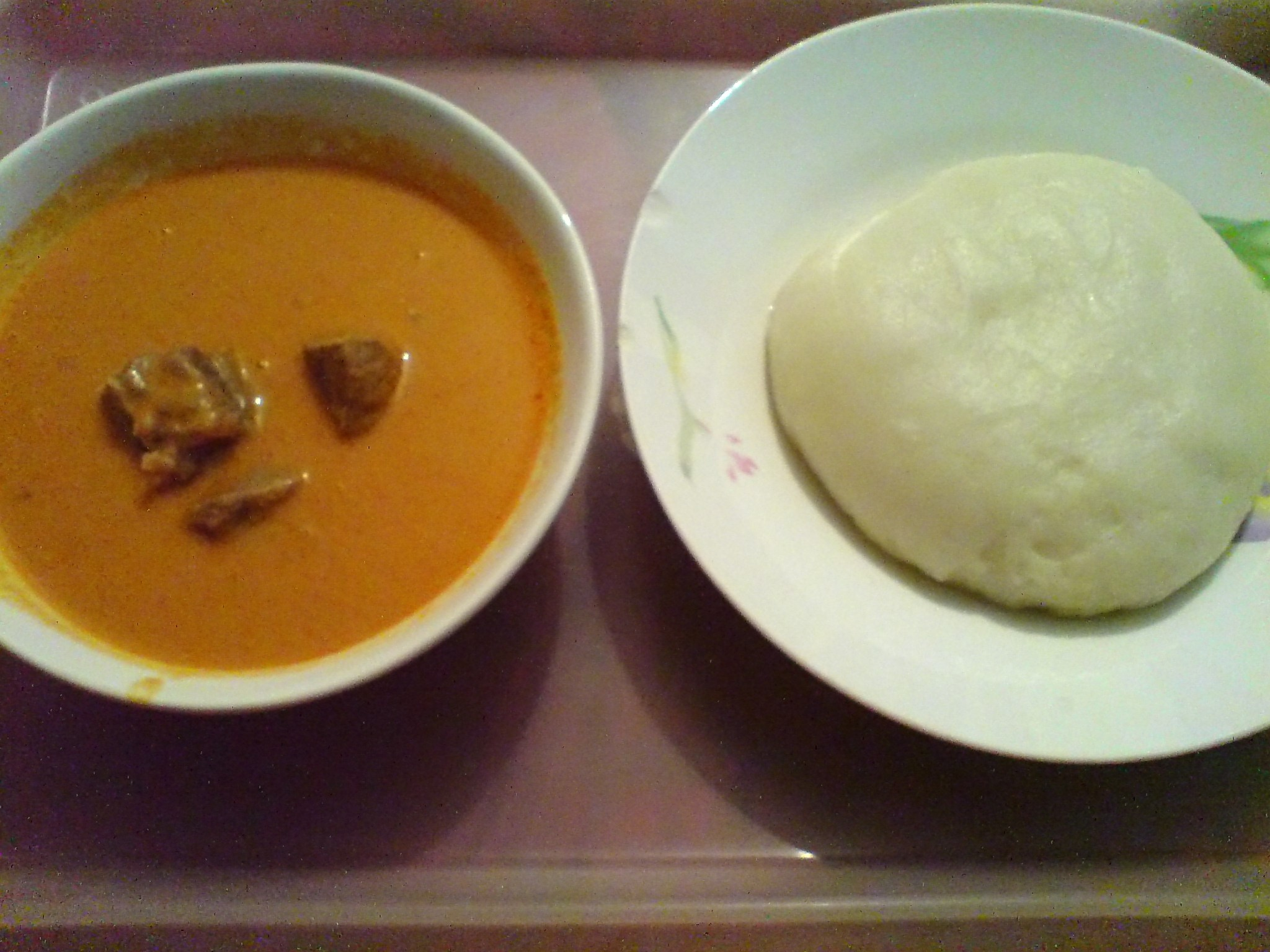
Tradiční pokrm fufu (napravo) s arašídovou omáčkou

### Kuchyně
Burkinafská kuchyně, podobně jako ostatní západoafrické kuchyně, je založena na základních potravinách, jako jsou čirok, proso, rýže, kukuřice, arašídy, brambory, fazole, jamy a okra. Nejčastějšími zdroji živočišných bílkovin jsou kuřata, vejce a sladkovodní ryby. Typickým nápojem je Banji (palmové víno), fermentovaná míza z palmy, a Zoom-kom („obilná voda“) s bělavou mléčnou barvou podávaný vychlazený s ledem, který je zároveň považován za národní nápoj. Na venkově je oblíbený nápoj Dolo, pivo vyrobené z fermentovaného prosa. V dobách nedostatku se jako hlavní jídlo nebo omáčka podává luštěnina Zamnè.

### Festivaly a události
Každé dva roky se v Ouagadougou koná Panafrický festival filmu a televize (FESPACO), největší festival afrického filmu na kontinentu (v lichých letech v únoru).
Od roku 1988 se každé dva roky koná Mezinárodní veletrh umění a řemesel v Ouagadougou (SIAO), jeden z nejvýznamnějších veletrhů umění a řemesel v Africe (v sudých letech na přelomu října a listopadu).
Jednou za dva roky se koná Sympozium žulového sochařství v Laongo, asi 35 km od Ouagadougou v provincii Oubritenga.
Týden národní kultury (Semaine Nationale de la Culture) je jednou z nejvýznamnějších kulturních událostí Burkiny Faso, koná se každé dva roky ve městě Bobo Dioulasso, druhém největším městě země.
Festival tradičních masek a umění (FESTIMA) se koná každé dva roky v městě Dédougou a oslavuje tradiční zdobené lidové masky.

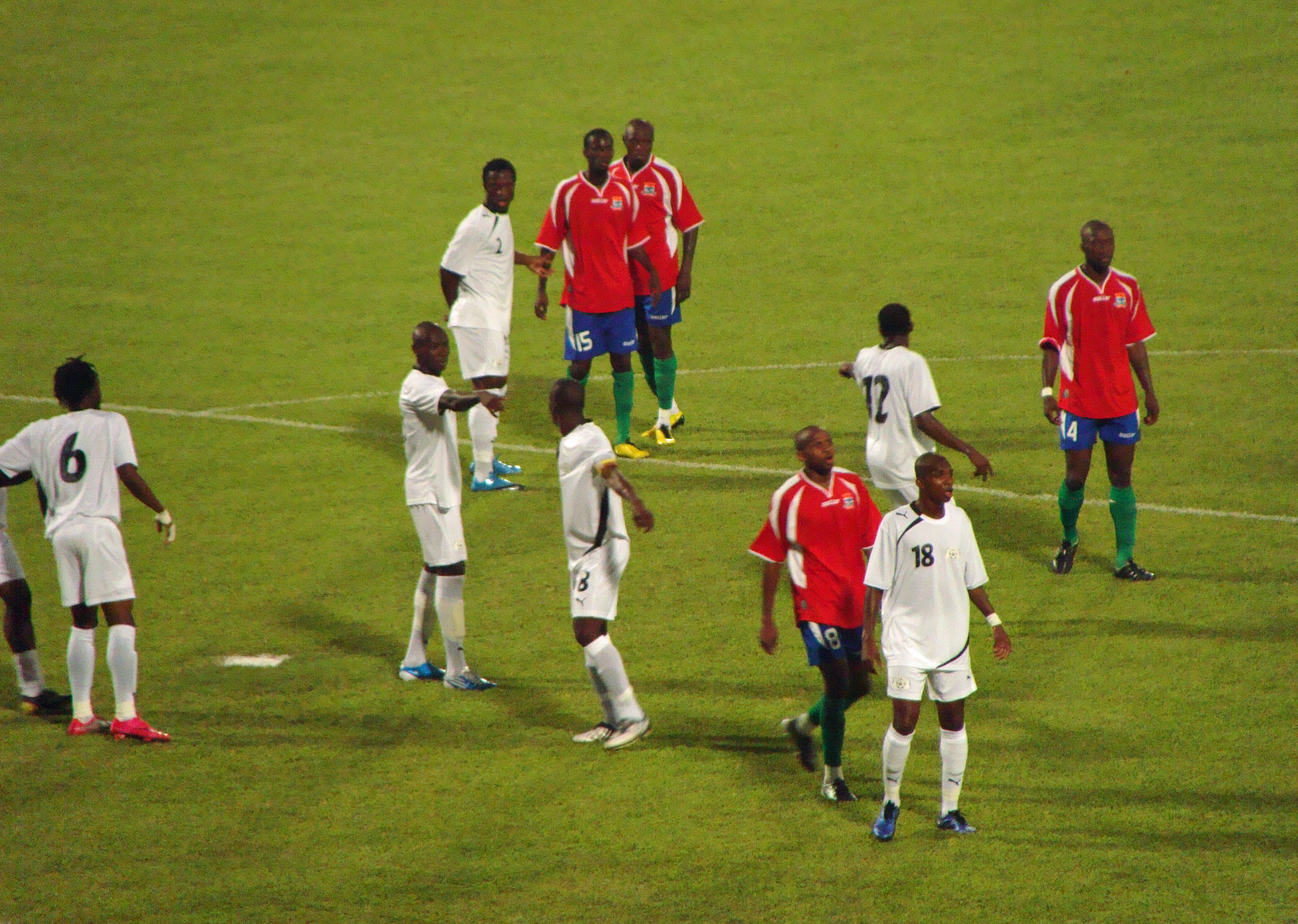
Národní tým Burkiny Faso (v bílých dresech) během zápasu

### Sport
Sport je v Burkině Faso široce rozšířený, zahrnuje sporty jako fotbal, basketbal, cyklistika, ragby, házená, tenis, box a bojové sporty. Nejrozšířenějším sportem je fotbal, který se hraje jak profesionálně, tak neformálně ve městech i na vesnicích. Národní tým nese přezdívku Les Étalons (Hřebci), což odkazuje na legendárního koně princezny Yennengy (mytické postavy Mossiů). V roce 1998 byla Burkina Faso hostitelskou zemí Afrického poháru národů, při této příležitosti byl vybudován Omnisportovní stadion v Bobo-Dioulasso. Na turnaji v roce 2013 se země dostala až do finále, kde podlehla Nigérii 0:1. Na mistrovství světa ve fotbale se Burkina Faso dosud nekvalifikovala.
Druhým nejrozšířenějším sportem je basketbal, který se hraje mezi muži i ženami. Největšího úspěchu dosáhl mužský národní tým v roce 2013, kdy se kvalifikoval na kontinentální turnaj AfroBasket. Oblibu v zemi rozněž zaznamenává kriket; organizace Cricket Burkina Faso vede v zemi ligu o deseti klubech.
Na Letních olympijských hrách 2020 získal atlet Hugues Fabrice Zango historicky první olympijskou medaili pro Burkinu Faso – bronz v trojskoku.